# Ohio nella guerra di secessione americana

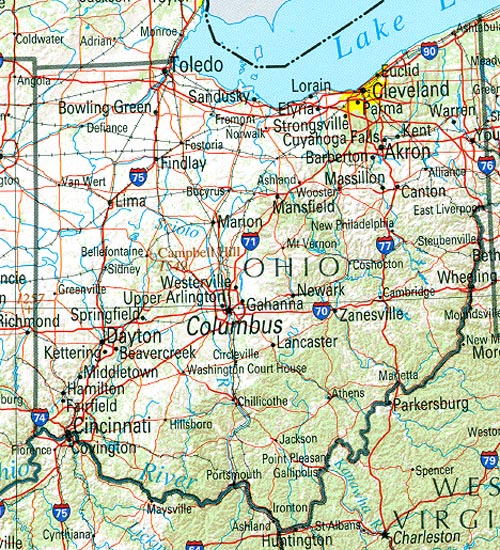
Mappa dell'Ohio.

L'Ohio nella guerra di secessione americana (Buckeye State) svolse un ruolo chiave nel fornire truppe, ufficiali militari e rifornimenti all'Union Army; a causa della sua posizione geografica centrale nell'ambito dell'Unione e della popolazione in crescita risultò politicamente e logisticamente assai importante per lo sforzo bellico.
Nonostante il fatto che lo Stato federato abbia vantato un numero consistente di leader del Partito Repubblicano di alto livello e molto potenti esso rimase politicamente parzialmente diviso; porzioni della regione più meridionale seguirono difatti i Copperheads (le "teste di rame", ossia gli esponenti del Partito Democratico che perseguirono il "pacifismo a tutti i costi") i quali si opposero vigorosamente alla strategia militare adottata dalla Presidenza di Abraham Lincoln.
Nei decenni immediatamente precedenti allo scoppio della guerra civile l'Ohio fu anche una delle maggiori sedi di transito e raccolta per gli schiavi fuggitivi dal profondo Sud tramite la Ferrovia Sotterranea ed anche durante tutti gli anni del conflitto continuò a rimanere un rifugio sicuro per gli afroamericani, soccorsi in larga parte dai fautori dell'abolizionismo negli Stati Uniti d'America ivi residenti.
Nella sua qualità di terzo Stato più popoloso dell'Unione l'Ohio arruolò quasi 320.000 soldati, un numero inferiore solo a quello dello Stato di New York e della Pennsylvania; in totale la manodopera contribuì al massimo grado alla tecnologia ed equipaggiamento militare, con il più alto livello pro capite rispetto a tutti gli altri Stati unionisti.
Alcuni dei massimi Generali unionisti per importanza provennero proprio dall'Ohio, tra cui Ulysses S. Grant, William Tecumseh Sherman e Philip Henry Sheridan (i vincitori finali sia nel Teatro Orientale che nel Teatro Occidentale). In seguito cinque dei loro alti ufficiali servirono come Presidenti degli Stati Uniti d'America: oltre a Grant anche Rutherford Hayes, James A. Garfield, Benjamin Harrison ed infine William McKinley.
I Fighting McCooks divennero famosi in quanto fu il più numeroso clan familiare di sempre ad aver raggiunto il grado militare di ufficiale nell'United States Army (da Daniel McCook a John James McCook per un totale di 14 componenti). Il suo territorio venne in gran parte risparmiato dagli orrori della guerra, in quanto solamente due battaglie minori vennero combattute all'interno dei suoi confini. Il raid di Morgan svoltosi nell'estate del 1863 diffuse la paura ma diede come risultato ben pochi danni effettivi.

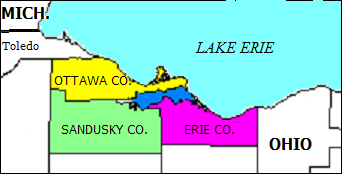
Localizzazione della baia di Sandusky sul Lago Erie.

Le truppe statali combatterono in quasi tutte le principali e più importanti campagne belliche; quasi 7.000 soldati Buckeye rimasero uccisi in azione (morti in combattimento). Il suo sito storico-militare più significativo è rappresentato dalla Johnson's Island, situata nella baia di Sandusky sul Lago Erie.
Caserme ed annessi vi furono costruiti in qualità sia di rimessa definitiva che di stazione di transito temporanea per ospitare i prigionieri di guerra e destinato in primo luogo agli ufficiali catturati. Nell'arco di tre anni vi passarono più di 15.000 confederati; l'isola comprende anche un cimitero in cui furono sepolti circa 300 sudisti ivi deceduti.

## Storia

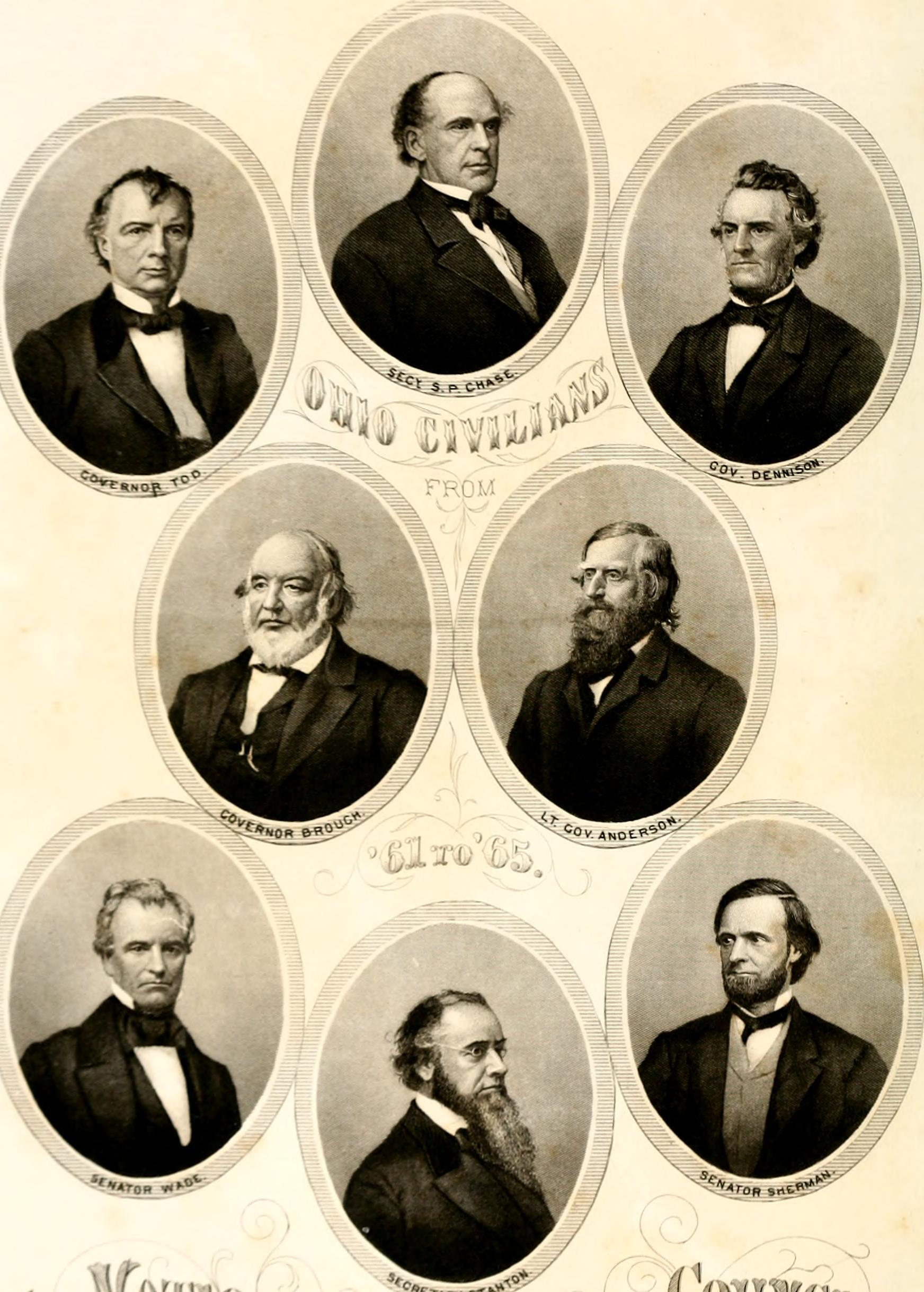
Leader politici dell'Ohio: Tod, Chase, Dennison, Brough, Charles Anderson, Wade, Stanton e J. Sherman.

### Politica governativa negli anni di guerra

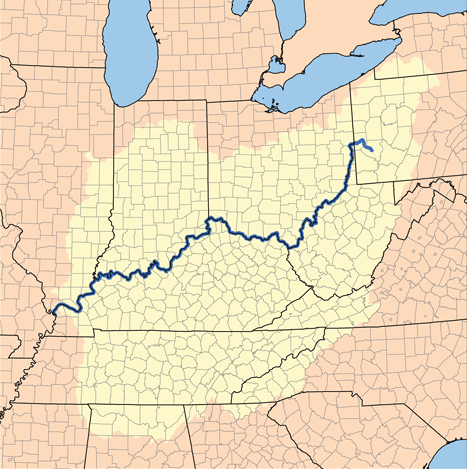
Il percorso del fiume Ohio, confinante a Sudovest con il Kentucky nella guerra di secessione americana e a Sudest con la Virginia Occidentale nella guerra di secessione americana.

Una buona parte dell'economia della regione più a Sud dello Stato dipendeva strettamente fino al 1861 dagli scambi commerciali con gli Stati Uniti meridionali grazie alla via d'acqua di comunicazione data dal fiume Ohio, la quale era servita per decenni come passaggio e legame con gli Stati schiavisti della Virginia e del Kentucky.
La cultura e la società imprenditoriale di tale fascia di territorio fu pertanto più vicina a quegli Stati di quanto non lo fosse con la parte più settentrionale. Ciò venne accresciuto anche a causa dei molti coloni provenienti dal profondo Sud ed in quanto ex territorio virginiano e parte integrante dell'originario Distretto militare della Virginia.
Nonostante ciò la maggior parte della popolazione si espresse risolutamente contro il tentativo di secessione ed a favore di un forte Governo federale. Alle elezioni presidenziali del 1860 l'Ohio si schierò a favore di Abraham Lincoln (con 231.709 suffragi, il 52,3% delle schede scrutinate) su Stephen A. Douglas (187.421, il 42,3%), John C. Breckinridge (11.406; il 2,6%) e John Bell (12.194, il 2,8%).
Un certo numero di personalità che mantennero degli stretti legami con l'Ohio avrebbero di lì a poco ricoperto ruoli di primo piano nell'amministrazione della Presidenza di Abraham Lincoln, tra cui Edwin McMasters Stanton di Steubenville in qualità di Procuratore generale prima e come Segretario alla Guerra poi e l'ex senatore di punta e governatore dell'Ohio Salmon Portland Chase come Segretario al tesoro (entrambi risolutamente schierati contro la pratica della schiavitù negli Stati Uniti d'America, la cosiddetta "istituzione peculiare" del Sud).

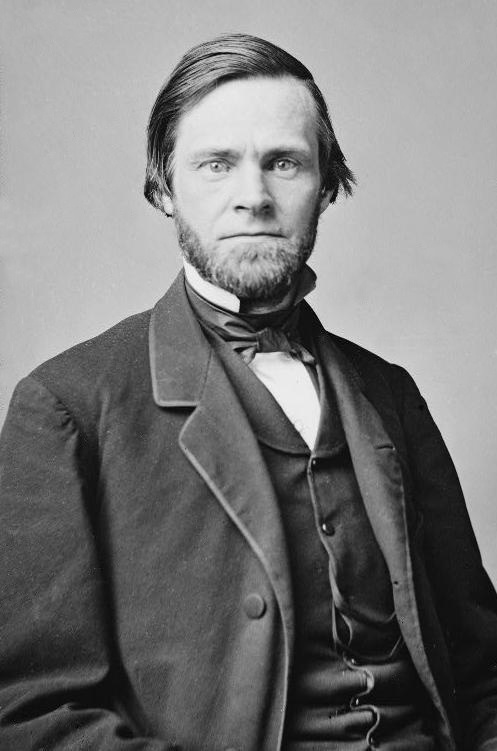
Foto di John Sherman.

Tra i politici di spicco nel Congresso vengono inclusi i senatori John Sherman - fratello del maggior generale William Tecumseh Sherman - e Benjamin Wade, uno dei capi Radical Republicans. Nel prosieguo degli eventi bellici tre uomini si succedettero alla carica di governatore: William Dennison, David Tod e John Brough.

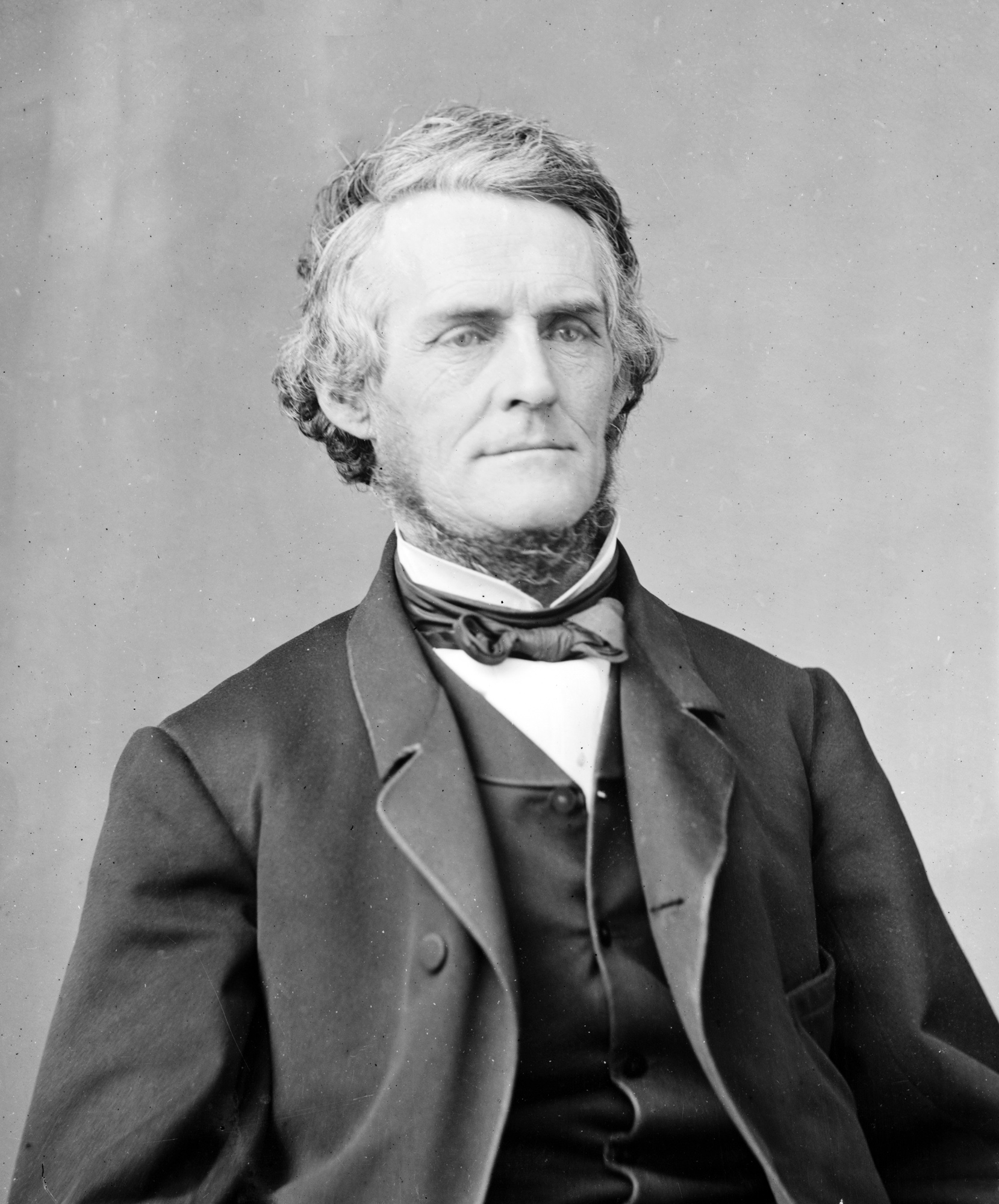
Foto del Governatore dell'Ohio William Dennison.

Ancor prima di venire interpellato dal Dipartimento della Guerra e che gli venisse richiesto esplicitamente Dennison inviò con rapidità ed efficienza le truppe della milizia statale in soccorso della Virginia Occidentale; inizialmente a protezione della Convention di Wheeling la quale si separò a sua volta dalla Virginia.
Questa assemblea della Virginia Occidentale condusse rapidamente alla successiva ammissione nell'Unione della nuova entità politica come "Stato libero", abolendovi definitivamente al suo interno lo schiavismo; l'Ohio contribuì in tal maniera determinante ad un simile risultato.

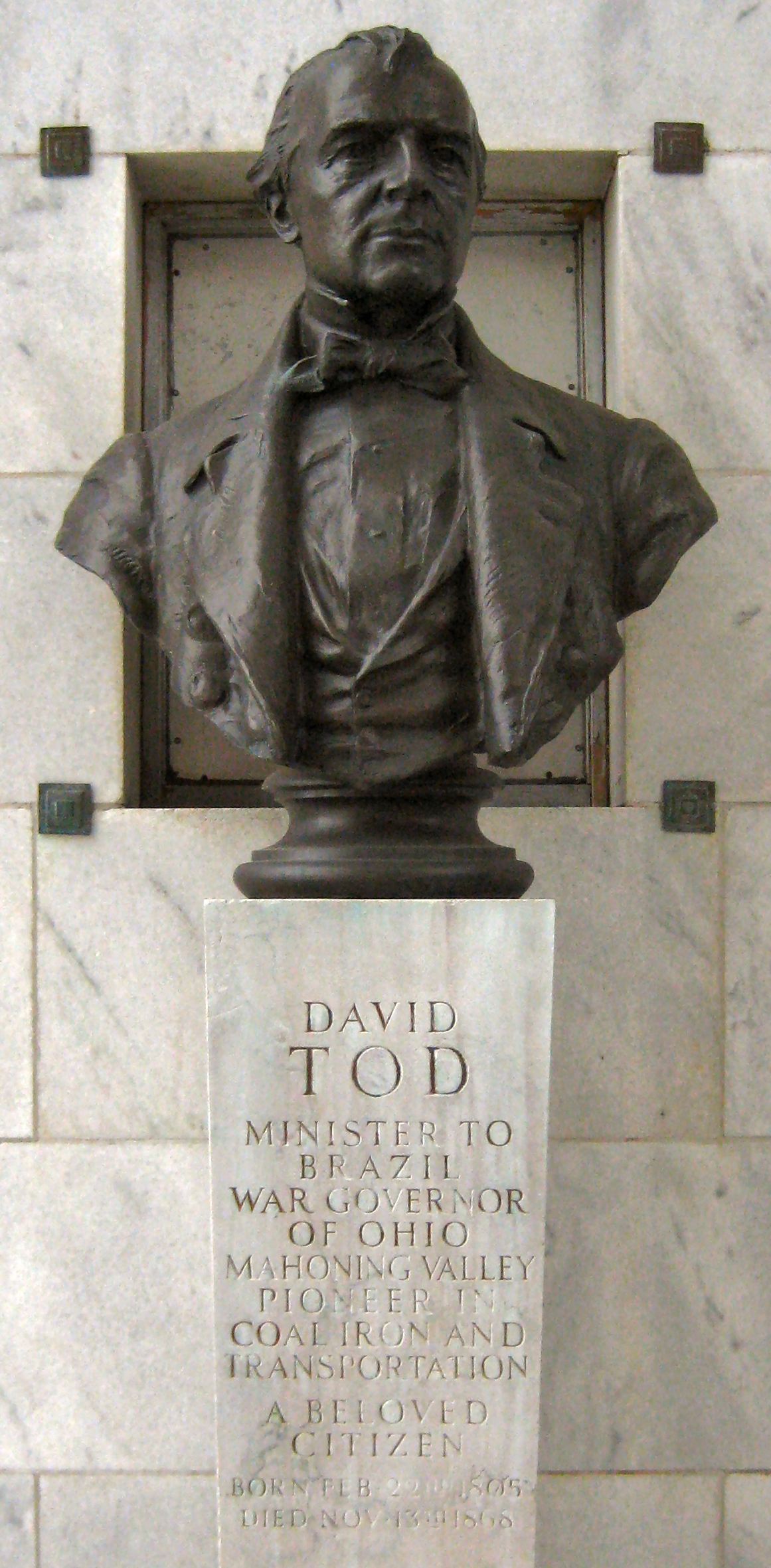
Busto in onore di David Tod, il governatore dell'Ohio "amico dei soldati", al National McKinley Birthplace Memorial.

Todd divenne invece noto come "l'amico dei soldati", per i suoi risoluti sforzi volti a sostenere le truppe dell'Ohio dotandole dei migliori equipaggiamenti possibili a quel tempo disponibili; venne inoltre ringraziato ufficialmente e additato a modello di efficienza per la sua rapida risposta nell'organizzare i miliziani statali per combattere i razziatori confederati che minacciavano le città di frontiera.
Brough infine sostenne con decisione gli sforzi bellici dell'amministrazione Lincoln e fu la chiave nel persuadere gli altri governatori degli Stati Uniti d'America medio-occidentali a reclutare ed addestrare reggimenti in un tempo massimo di 100 giorni, come accadde per il 131st Regiment, Ohio Volunteer Infantry all'inizio del 1864, così da inviare truppe fresche e maggiormente esperte per rafforzare i Corpi d'Armata agli ordini del nuovo comandante generale dell'esercito statunitense Ulysses S. Grant il quale si preparava alla controffensiva primaverile.

#### Copperheads
Nel bel mezzo del conflitto in corso il movimento dei Copperheads (le "teste di rame") tentò di appellarsi ai residenti dell'Ohio, guidato in parte dal noto difensore dei presunti "diritti degli Stati" Clement Vallandigham (successivamente incriminato per alto tradimento e spionaggio in collusione col nemico), uno dei più importanti Democratici pacifisti.

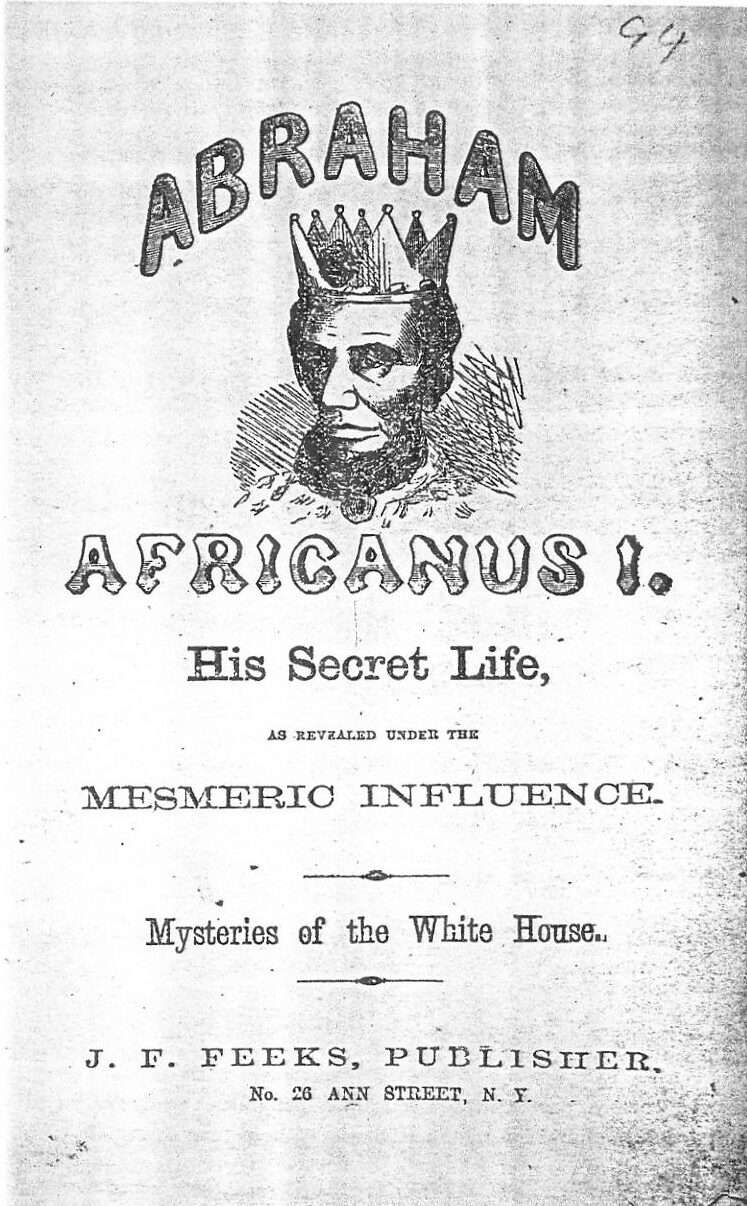
Un pamphlet fatto stampare dai Copperheads nel 1864 e che mostra il presidente in veste di "Abraham Africanus I" con la corona in testa: l'amico dichiarato dei negri!.

Dopo che Ambrose Burnside fece emettere l'"Ordine generale numero 38" all'inizio del 1863, avvertendo con estrema chiarezza che "l'abitudine di dichiarare simpatie per il nemico" non sarebbe più stata tollerata nel "Distretto dell'Ohio", Vallandigham pronunziò un discorso - rimasto negli annali della storiografia politica come uno dei più lampanti esempi di razzismo - in cui si asseriva apertamente che in realtà:
A Burnside a questo punto non rimase altro da fare che ordinarne prontamente l'arresto; condusse quindi Vallandigham a Cincinnati per sottoporlo ad un procedimento penale. Il parlamentare "pacifista" venne reputato colpevole e la sentenza del tribunale lo condannò al carcere fino al termine del conflitto.
Il presidente degli Stati Uniti d'America cercò di stemperare l'infuocata situazione venutasi a creare scrivendo la lettera di Birchard in cui si offrì di far liberare Vallandigham se un certo numero di membri dell'Assemblea Generale dell'Ohio" avesse accettato di continuare a sostenere la linea politica di Lincoln.
Per cercare di impedire il contraccolpo politico riducendolo ai minimi termini e per preservare l'autorità del generale Burnside, il presidente lavorò quindi per modificare la condanna inflitta con la messa al bando del colpevole (nella pratica l'esilio), con la minaccia dell'incarcerazione se Vallandigham si fosse azzardato a provare di rientrare nel paese.

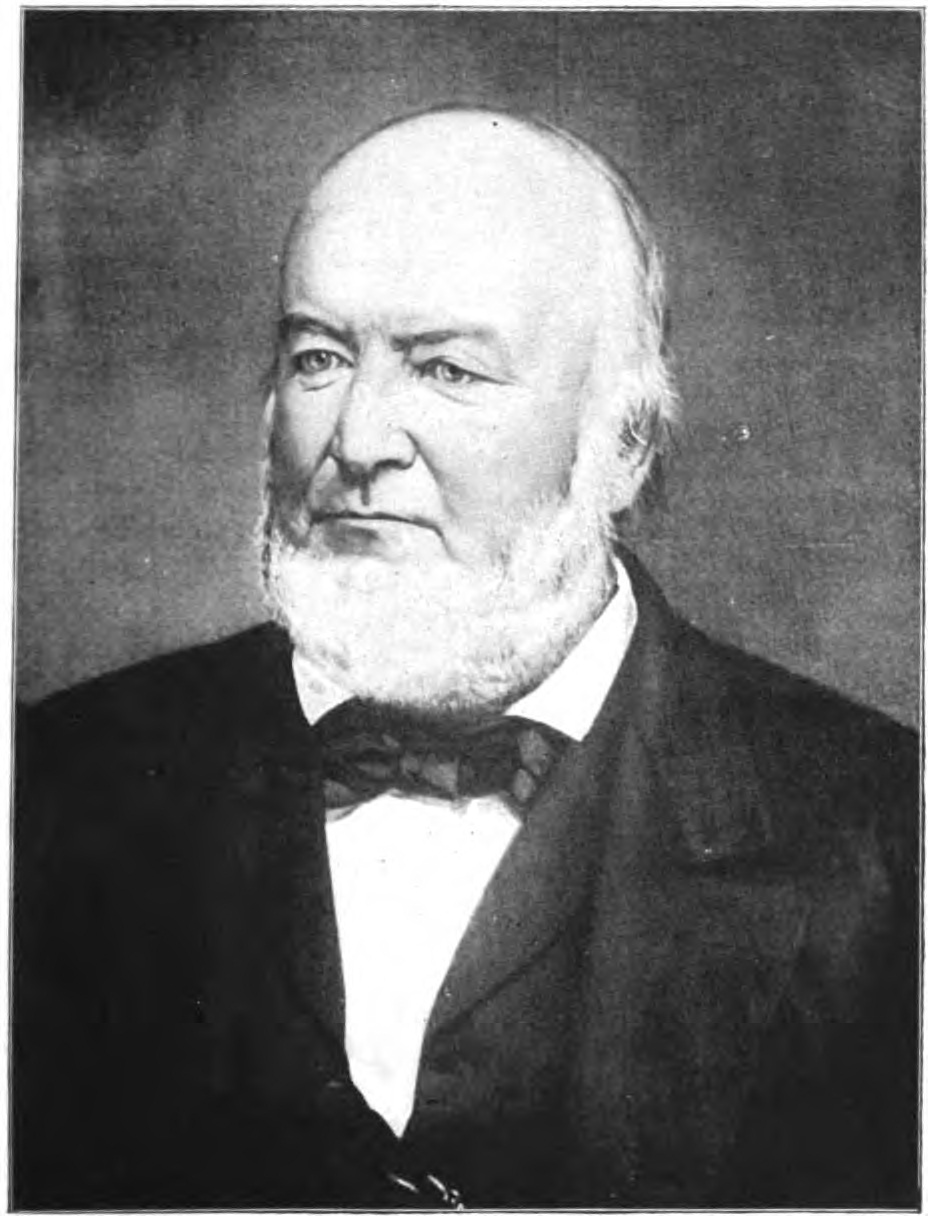
Il governatore dell'Ohio John Brough, vincitore sul pacifista razzista Clement Vallandigham.

Emigrato pertanto negli Stati Confederati d'America secessionisti gli venne di lì a poco consentito di recarsi in Canada, da dove condusse un'infruttuosa campagna propagandistica contro Brough candidandosi a sua volta alla carica di governatore con l'intenzione di sostituirlo: in quello stesso 1863 Vallandigham verrà infine sconfitto alle elezioni statali.
La campagna elettorale svolta dal leader dei "pacifisti", tutta incentrata su dichiarazioni di massima filo-sudiste e schiettamente razziste, divise amaramente una buona parte degli abitanti dell'Ohio; i voti espressi a favore di Vallandigham risultarono di un qualche peso al centro e nella regione Nord-occidentale dello Stato. Perse anche la propria Contea di origine (era residente a Dayton, la Contea di Montgomery, seppur con un margine ristretto di suffragi a suo sfavore.

#### Elezioni presidenziali del 1864
Il sentimento pubblico si spostò con decisione ancora maggiore a favore di Abraham Lincoln, in particolare quando i generali dell'Unione originari dell'Ohio cominciarono a salire agli onori delle cronache belliche, con i successi conseguiti nella Campagna di Atlanta (Sherman), nell'assedio di Petersburg (Grant) e nella campagna della Valle dello Shenandoah (Sheridan).
Alle elezioni presidenziali del 1864 l'Ohio sostenne fortemente la rielezione di Lincoln; lo Stato concesse difatti al presidente incumbent 265.674 suffragi (il 56,4% del totale) contro i 205.609 voti (il 43,6%) dati invece al generale Democratico George McClellan.
In viaggio verso Washington per la cerimonia del suo secondo insediamento Abraham Lincoln attraversò l'Ohio in treno, con brevi soste in numerose città. Il suo primo discorso ufficiale dopo la sua rielezione venne pronunciato a Hudson (Ohio), una tappa del percorso che lo avrebbe condotto verso Cleveland. Sebbene il presidente avesse già visitato lo Stato diverse volte prima della guerra, non vi sarebbe più tornato durante il conflitto, fino ad allora. Nel 1865 il suo funerale pubblico trasportò il feretro attraverso tutto l'Ohio, diretto a Springfield (Illinois) ove fu inumato nella Tomba Lincoln.
I maggiori giornali attivi dello Stato s'impegnarono in discussioni molto vivaci sulle questioni relative alle guerra, dalle prospettive sia Repubblicane, sia "War Democrat" che Copperheads.

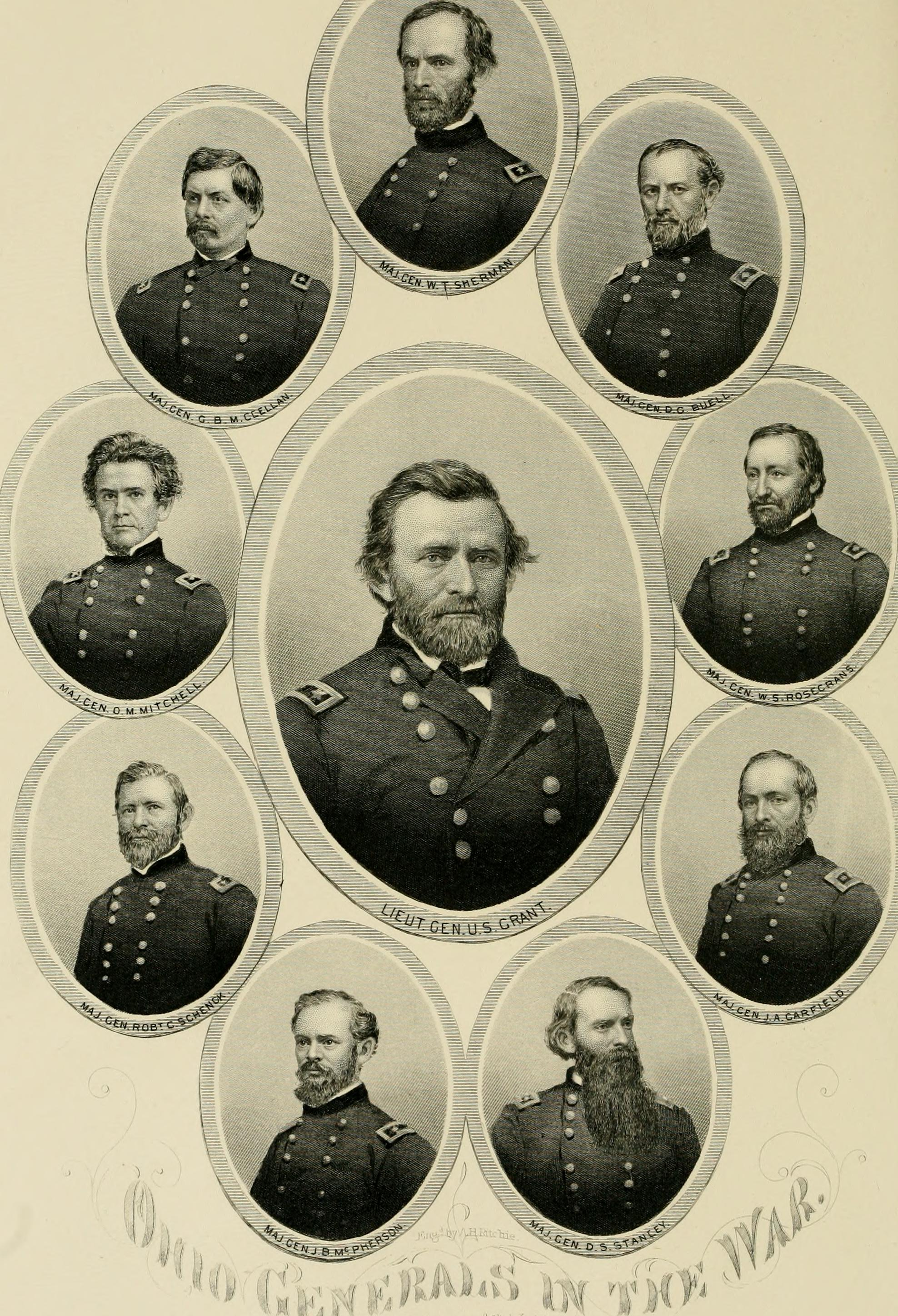
Comandanti nativi e/o operativi nel territorio dello Stato.

### Reclutamento dei volontari
Allo scoppio della guerra civile nell'aprile del 1861, in risposta alla chiamata alle armi del presidente (75.000 volontari per 3 mesi di ferma, tanto si credeva dovesse durare al massimo il conflitto), l'Ohio organizzò 23 reggimenti di fanteria in servizio volontario più altri 10 facenti parte della propria quota statale.
Quando però cominciò a divenire sempre più evidente che in realtà la belligeranza non si sarebbe esaurita così presto si cominciarono a reclutare ed addestrare reggimenti per un periodo di 3 anni. All'inizio la maggioranza dei soldati venne costituita da volontari e reclute entusiaste; prima del termine della guerra sarebbero stati affiancati anche da ulteriori 8.750 uomini sottoposti a coscrizione.
Quasi 320.000 abitanti servirono complessivamente nell'Union Army, più di qualsiasi altro Stati federati dell'Unione tranne lo Stato di New York e la Pennsylvania; di questi 5.092 erano afroamericani liberi. L'Ohio ebbe la più alta percentuale di popolazione arruolata nell'esercito in confronto a qualsiasi altro Stato: il 60% di tutti gli uomini in un'età compresa tra i 18 e i 45 anni si trovarono in servizio.
Lo Stato raggruppò un totale di 230 reggimenti tra fanteria e cavalleria, oltre a 26 batterie di artiglieria leggera e 5 compagnie autonome di tiratori scelti; le vittime totali all'interno di queste unità militari terrestri furono 35.465, più del 10% di tutti i "Buckeyes" in divisa militare durante la guerra. Furono 6.835 i morti in combattimento, inclusi 402 ufficiali.
Dozzine di accampamenti per addestramento vennero creati in tutto lo Stato per far esercitare le nuove reclute; le due più vaste caserme e postazioni militari adibite a tale scopo furono Camp Chase a Columbus e Camp Dennison nelle immediate vicinanze di Cincinnati. A partire dal 1st Regiment, Ohio Volunteer Infantry alla fine si sarebbero uniti - nella raccolta degli arruolati - oltre 100 reggimenti di fanteria aggiuntivi.

### Azioni militari intraprese
Gli ohioani per primi s'impegnarono in un'operazione militare nella battaglia di Philippi del giugno 1861, ove la 14th e 16th Ohio Volunteer Infantry parteciparono alla vittoria unionista; i soldati dell'Ohio rappresentarono un quinto di tutta la forza terrestre impiegata nella battaglia di Shiloh dell'aprile 1862, con una conta finale di 1.676 perdite.
Il maggior numero di vittime fu però nella battaglia di Chickamauga del settembre 1863, con 3.591 tra morti e feriti dell'Ohio: in tal occasione altri 1.351 divennero prigionieri di guerra e tra questi ultimi 36 uomini della 2nd Ohio Volunteer Infantry sarebbero morti nella famigerata prigione di Andersonville, assieme ad altri centinaia di soldati "Buckeye" ivi concentrati.
Diversi reggimenti svolsero ruoli critici in altri importanti scontri. L'8th Ohio Volunteer Infantry contribuì a respingere la carica di Pickett nel corso della battaglia di Gettysburg; mentre nella stessa occasione la 66th Ohio Volunteer Infantry affiancò i ripetuti assalti confederati e contribuì a proteggere la cresta di Culp's Hill. George Nixon, il bisnonno del futuro presidente degli Stati Uniti Richard Nixon, morì a Gettysburg tra le file della 73rd OVI. 

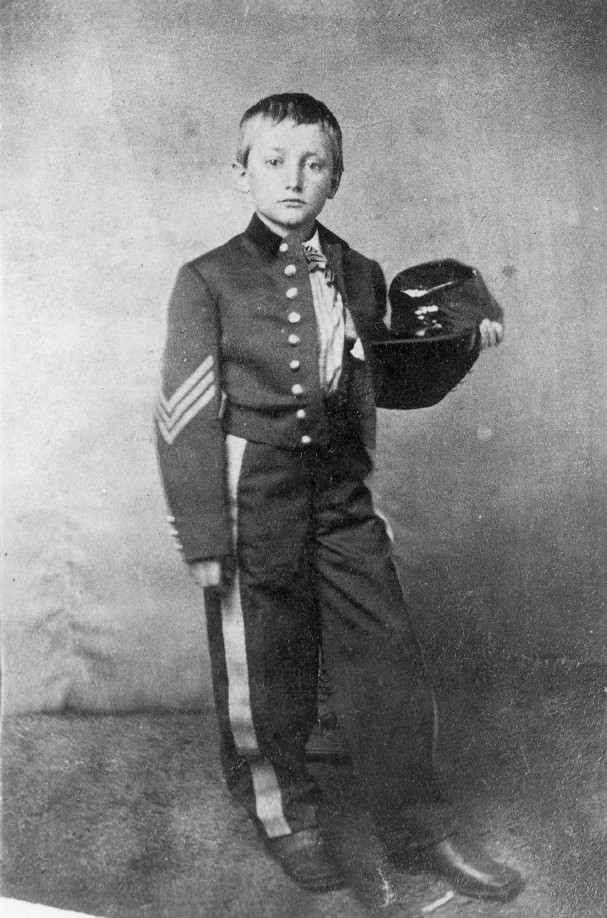
John Clem con il grado militare sulle spalline in una foto del 1865 circa.

John Clem, celebrato come "Johnny Shiloh" e "il tamburino della battaglia di Chickamauga", divenne la persona più giovane ad essere nominata sottufficiale (a 12 anni non ancora compiuti) nell'intera storia militare degli Stati Uniti. Più di 100 soldati appartenenti a formazioni dell'Ohio ottennero la Medal of Honor nel corso del conflitto; molti vennero infine premiati per lo sfortunato Grande inseguimento in locomotiva (o raid di Andrews).
Il presidente ebbe l'abitudine, alla vigilia di ogni battaglia, di chiedere quanti uomini dell'Ohio vi avrebbero partecipato; quando qualcuno iniziò ad indagare sulla motivazione di ciò Abraham Lincoln osserverà: "perché so che se ci sono molti soldati dell'Ohio ingaggiati, è probabile che vinceremo la battaglia, perché possono sempre farsi valere in situazioni di estrema emergenza".
Alcuni disordini civili, seppur in scala ridotta, esplosero nei distretti etnici abitati da tedeschi americani e da irlandesi americani, per lo più in aree di confine lungo il corso del fiume Ohio là ove risultarono essere più forti i Copperheads.

Localizzazione della Contea di Holmes.

La Contea di Holmes ad esempio fu una di queste zone isolate, dominata dai Pennsylvania Dutch e da un certo numero di recenti immigrati tedeschi; si rivelò essere una solida fortezza per i pacifisti Democratici e qui ben pochi uomini osarono parlare a favore della coscrizione.
I politici locali - amici e collaboratori di Clement Vallandigham - accusarono Abraham Lincoln e il Congresso di "dispotismo", interpretando il relativo disegno di legge come una palese violazione dell'autonomia locale.
Nel giugno del 1863 si verificarono alcuni incidenti; che però si esaurirono quando l'Union Army inviò formazioni in assetto da guerra. 

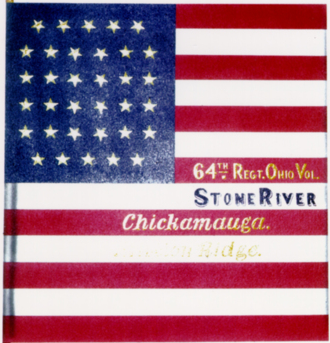
Vessillo della 64th Ohio Volunteer Infantry.

John A. Gillis, un caporale della 64th Ohio Volunteer Infantry vergò su carta le proprie ragioni le quali lo spingevano a continuare a combattere per l'Unione, affermando nel suo diario personale: "Stiamo ora lottando per distruggere la causa di queste pericolose malattie, che sono la schiavitù e il potere schiavista".

### Operazioni in Ohio
A differenza di quanto accadde ai suoi vicini, il Kentucky, la Virginia Occidentale e la Pennsylvania il suolo dell'Ohio venne risparmiato da seri scontri militari.
Nel settembre del 1862 le forze confederate al comando di Henry Heth marciarono attraverso il Kentucky settentrionale fino al punto da minacciare direttamente la città di Cincinnati (vedi difesa di Cincinnati); furono costretti ad allontanarsi dopo aver incontrato solide fortificazioni federali situate sulle sponde immediatamente a Sud del fiume Ohio.

Localizzazione della Contea di Columbiana, ove venne alfine catturato John Hunt Morgan.

Non molto tempo dopo il brigadier generale Albert Gallatin Jenkins attraversò l'estrema punta Sud dello Stato nel corso di un breve raid. Fu però solo nell'estate del 1863 che i sudisti giunsero in forze, quando la Divisione dei cavalleggeri di John Hunt Morgan penetrò nell'Ohio meridionale ed orientale durante il raid di Morgan. Le attività di saccheggio e sabotaggio che ne seguirono culminarono con la sua cattura nella Contea di Columbiana.
La battaglia di Buffington Island fu lo scontro di più vaste proporzioni combattuto all'interno dell'Ohio durante la guerra civile.

### Campi di prigionia
La prigione di Camp Chase fu una delle più grandi tra quelle gestite dall'Union Army ed era situata a Columbus. Nel 1863 tra i prigionieri venne progettato un piano di rivolta di massa volto a farli fuggire; essi si attendevano un aiuto concreto da parte dei Copperheads in generale e da Clement Vallandigham in particolare, ma non riuscirono mai a mettere in atto la ribellione.

La bandiera dell'Ohio.

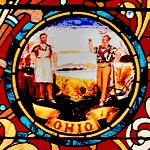
Sigillo dell'Ohio.

## Leader statali
Numerosi generali e comandanti dell'Union Army provennero dall'Ohio;
- il comandante generale dell'esercito statunitense Ulysses S. Grant nacque nella Contea di Clermont nel 1822.

Tra i 19 principali Generali dell'Unione nativi vi furono:
- William Tecumseh Sherman (Campagna di Atlanta, Marcia verso il mare di Sherman e Campagna delle Caroline);
- Philip Henry Sheridan (Campagna della Valle dello Shenandoah (1864));
- Don Carlos Buell;
- Jacob D. Cox;
- George Crook;
- George Armstrong Custer;
- James A. Garfield;
- Irvin McDowell;
- James B. McPherson;
- William Starke Rosecrans
- ed infine anche Alexander McDowell McCook (appartenente alla famiglia dei "Fighting McCooks" la quale inviò un numero elevato di generali al servizio attivo). Lo Stato avrebbe contribuito complessivamente con 53 brigadier generali[39].

Anche una manciata di generali confederati erano altresì nati in Ohio, inclusi Bushrod Rust Johnson della Contea di Belmont e Robert Hopkins Hatton di Steubenville. Charles Clark di Cincinnati guidò invece una divisione dell'Armata confederata del Mississippi durante la battaglia di Shiloh per divenire in seguito il governatore del Mississippi secessionista. Il presunto capo della guerriglia sudista, il criminale e bandito William Clarke Quantrill, era nato e cresciuto anch'egli nell'Ohio.
Oltre a Grant e Garfield altri tre veterani ohioani della guerra di secessione americana sarebbero divenuti Presidenti degli Stati Uniti d'America nei decenni successivi: William McKinley di Canton, Rutherford Hayes di Fremont e Benjamin Harrison (nipote di William Henry Harrison) dell'area metropolitana di Cincinnati.

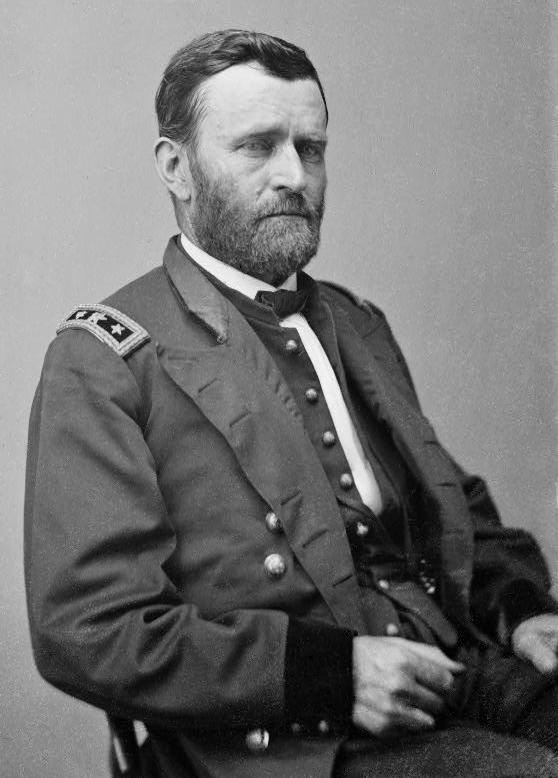
Comandante generale Ulysses S. Grant
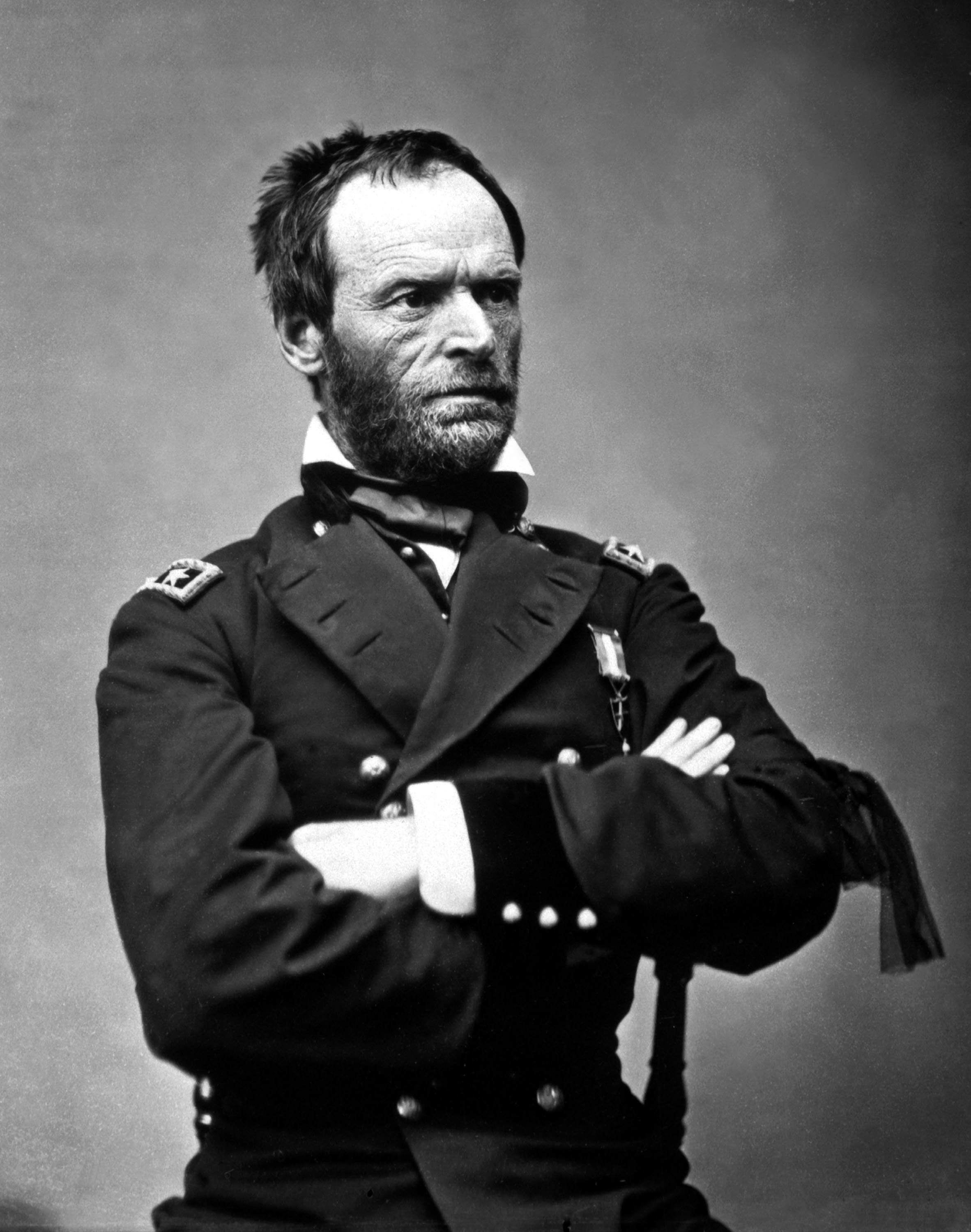
Maggior generale William Tecumseh Sherman
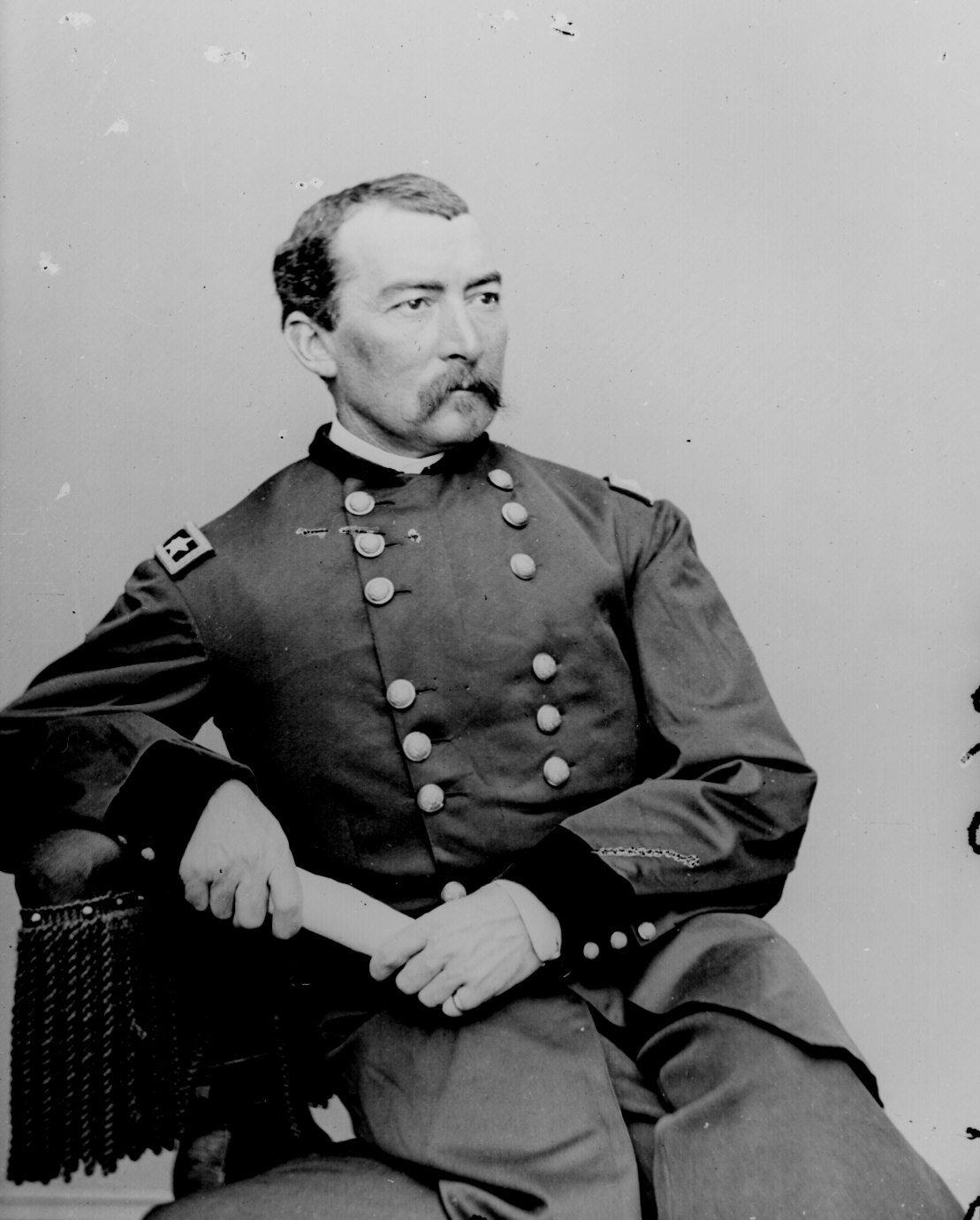
Maggior generale Philip Henry Sheridan
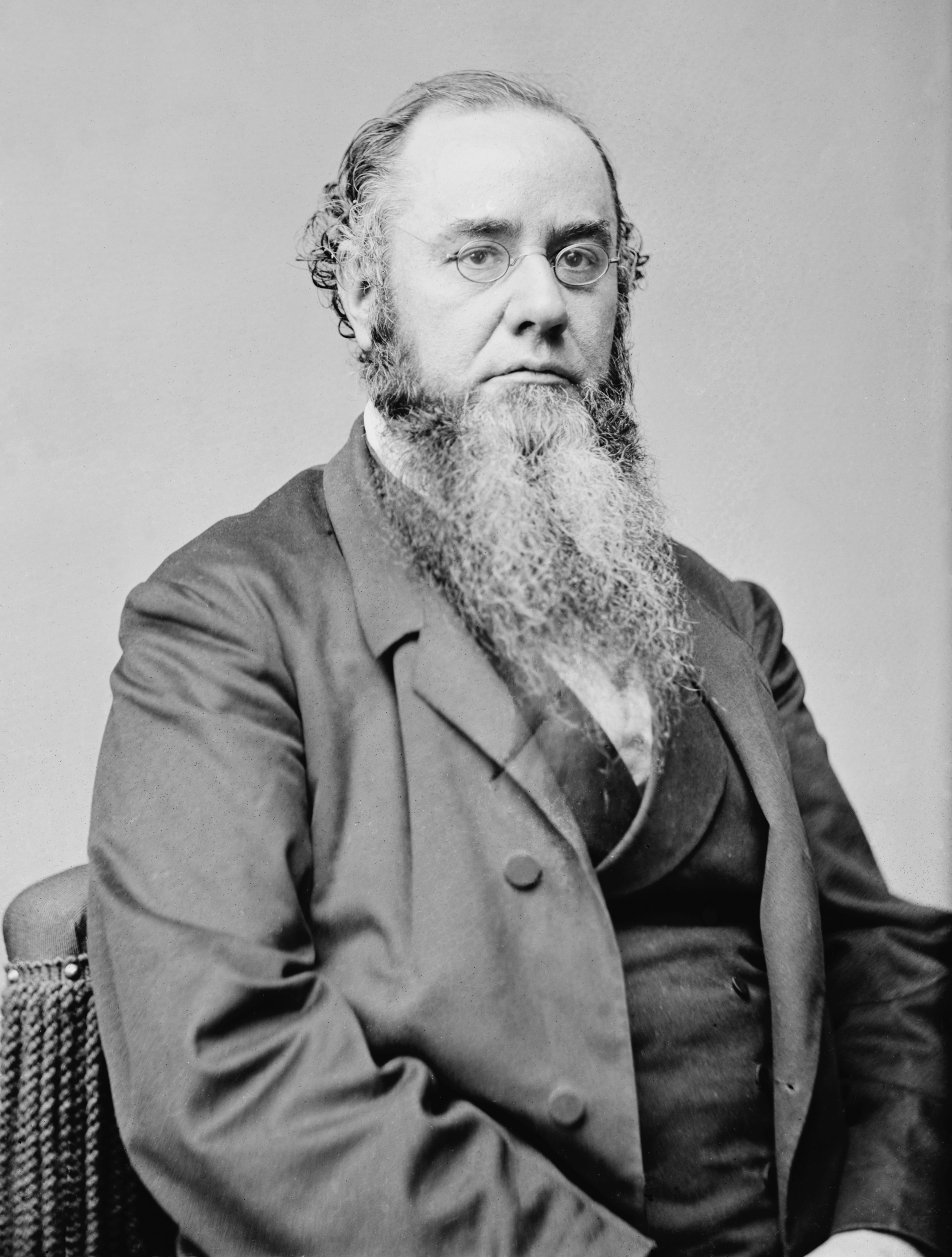
Segretario alla Guerra Edwin McMasters Stanton
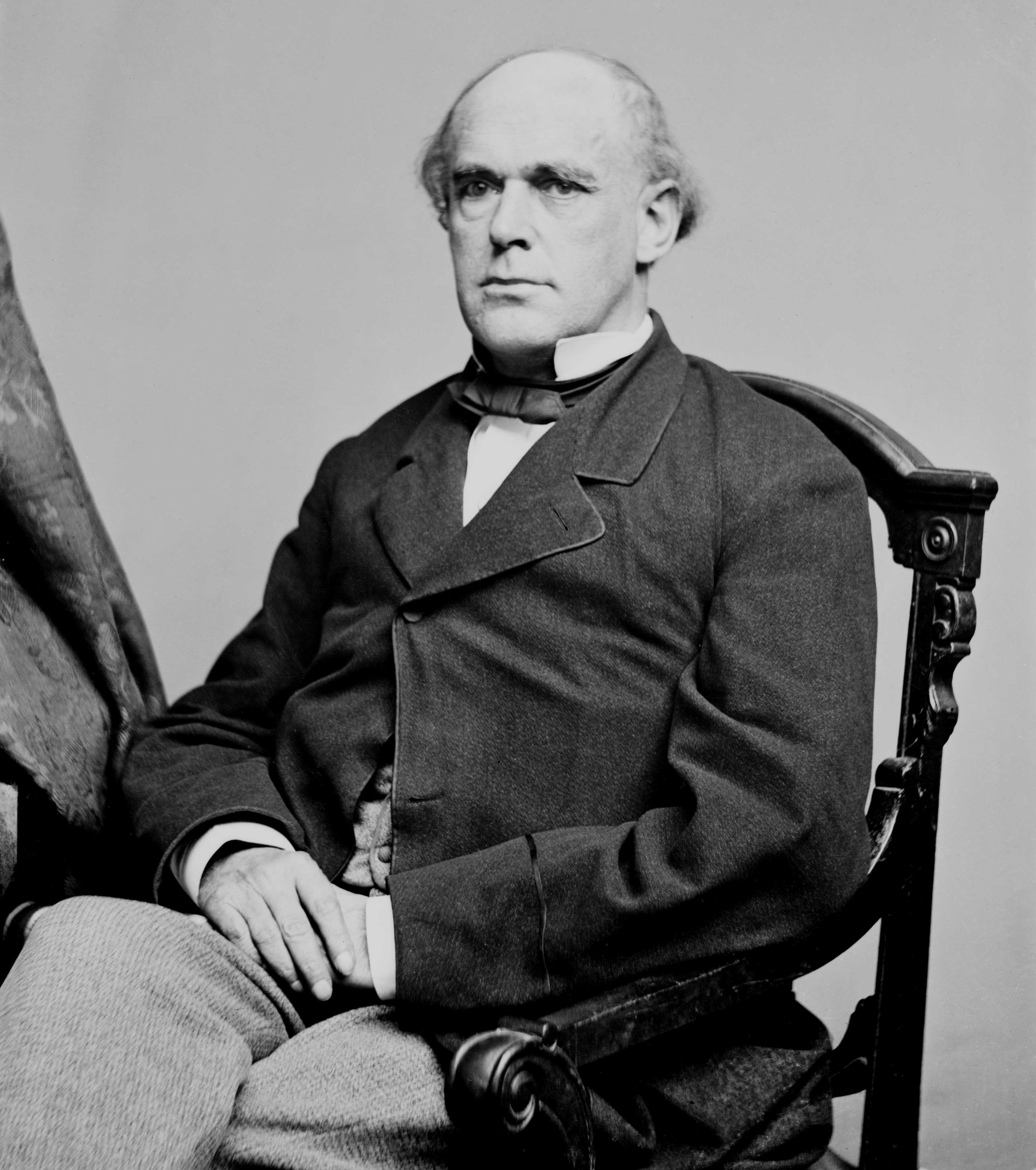
Segretario al tesoro/ Procuratore generale Salmon Portland Chase
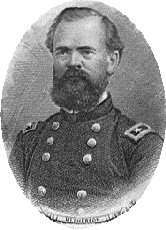
Maggior generale James B. McPherson
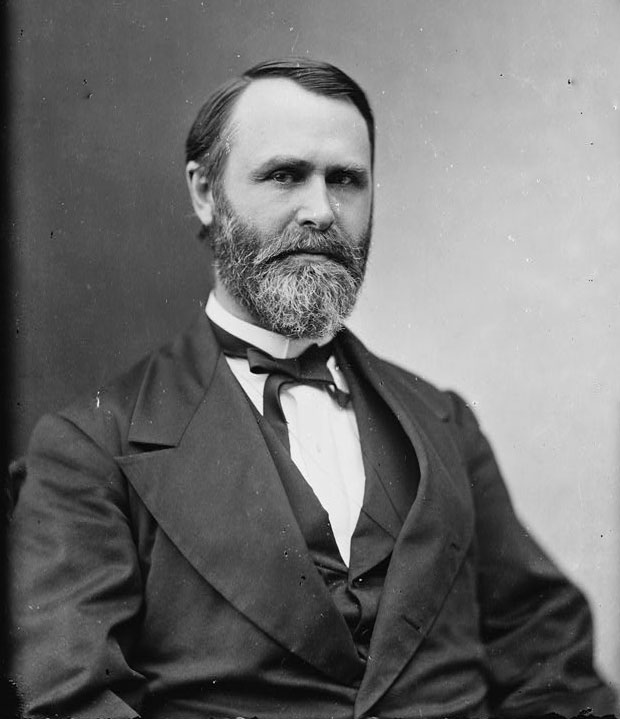
Maggior generale Jacob D. Cox
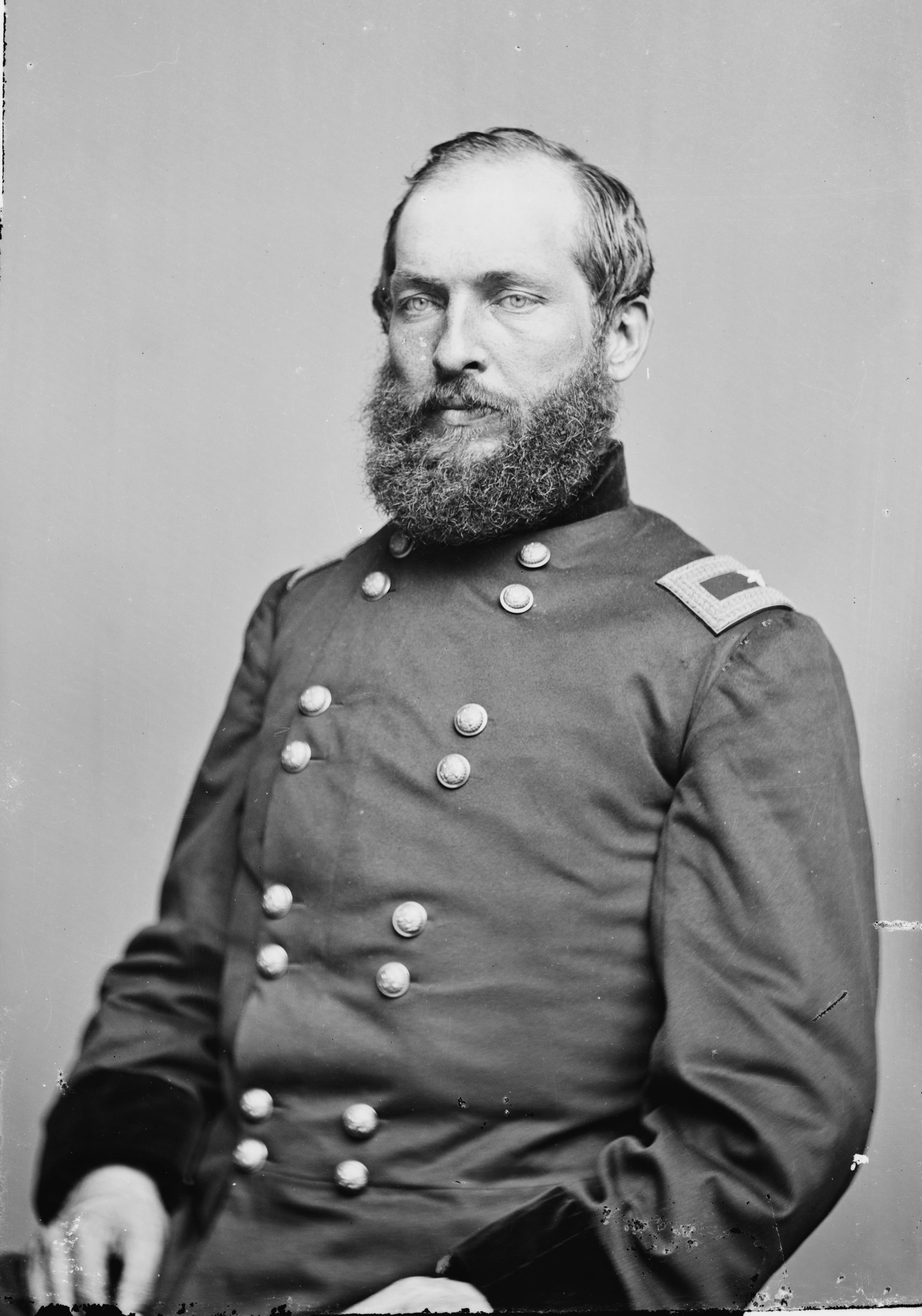
Maggior generale James A. Garfield
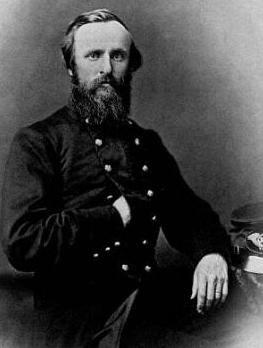
Maggior generale Rutherford Hayes
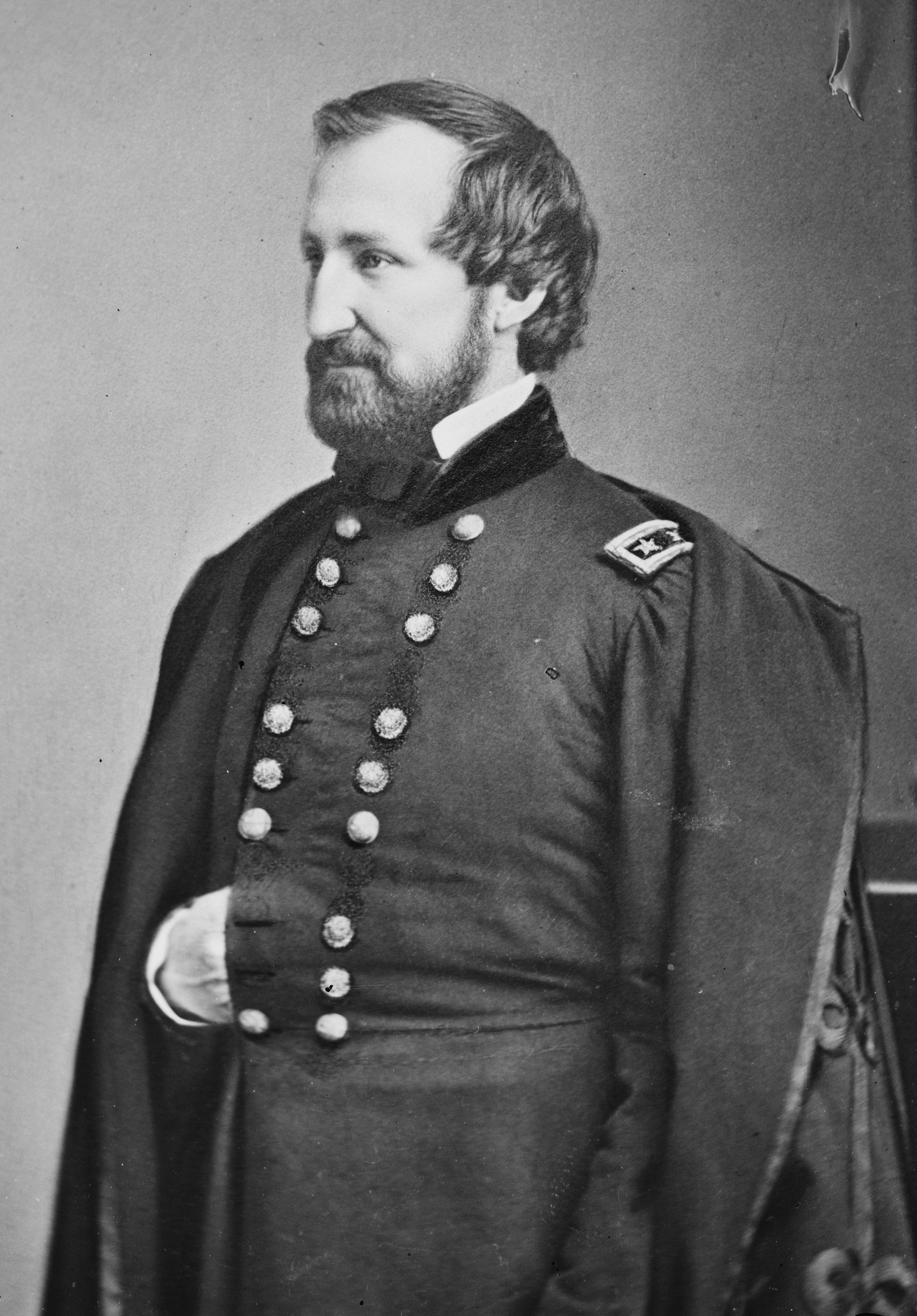
Maggior generale William Starke Rosecrans
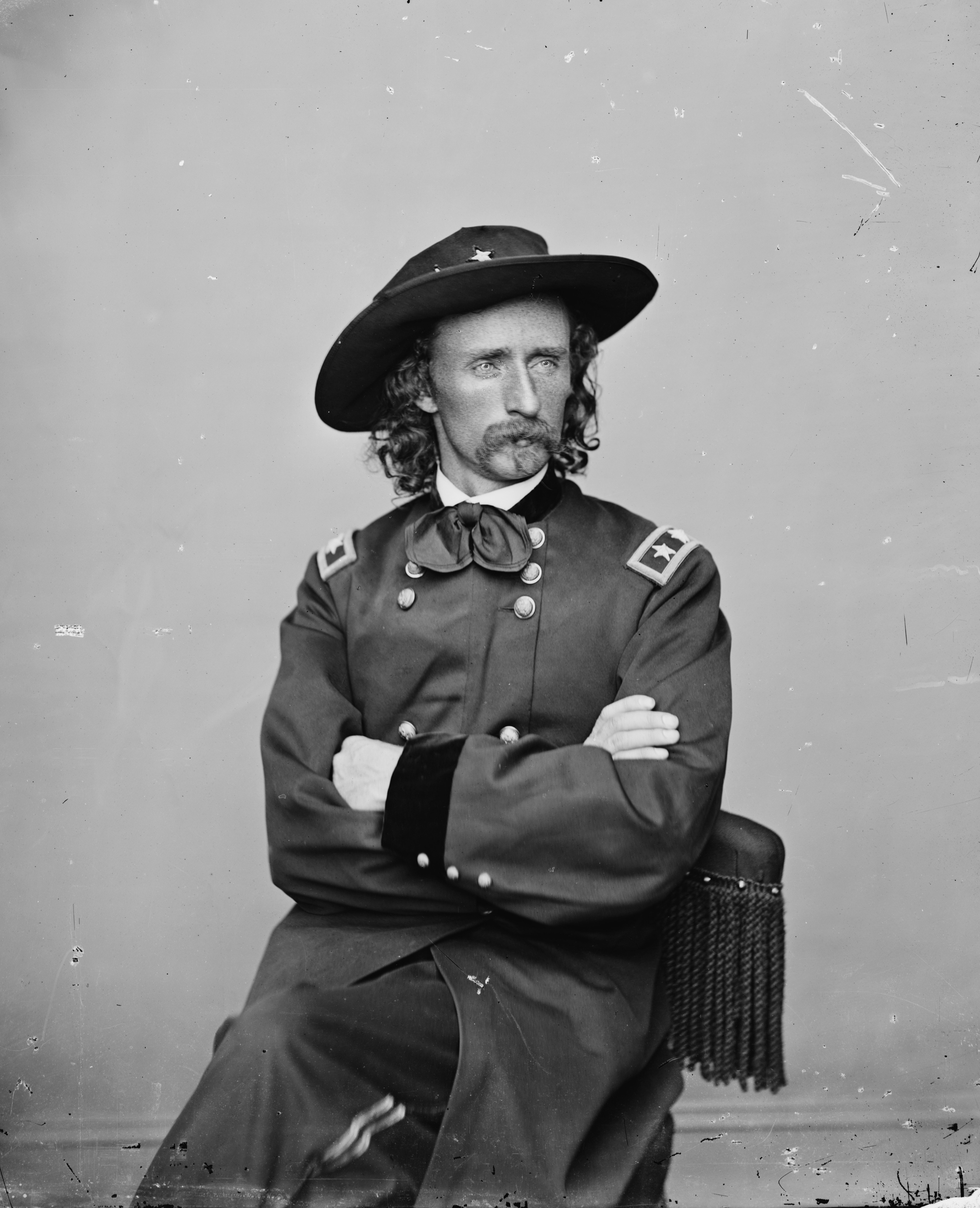
Maggior generale George Armstrong Custer
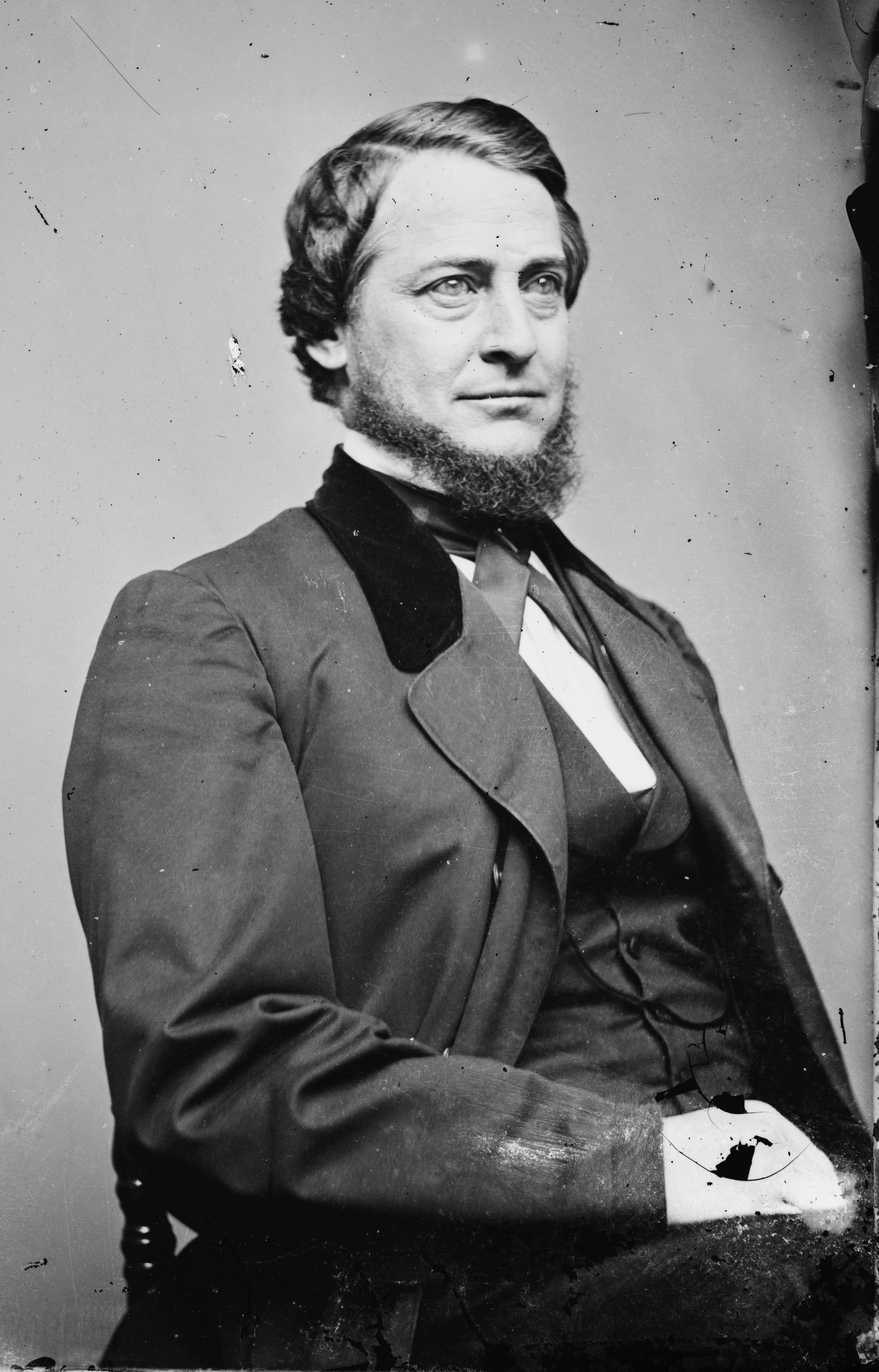
Deputato Clement Vallandigham (pacifista razzista a capo dei Copperheads)
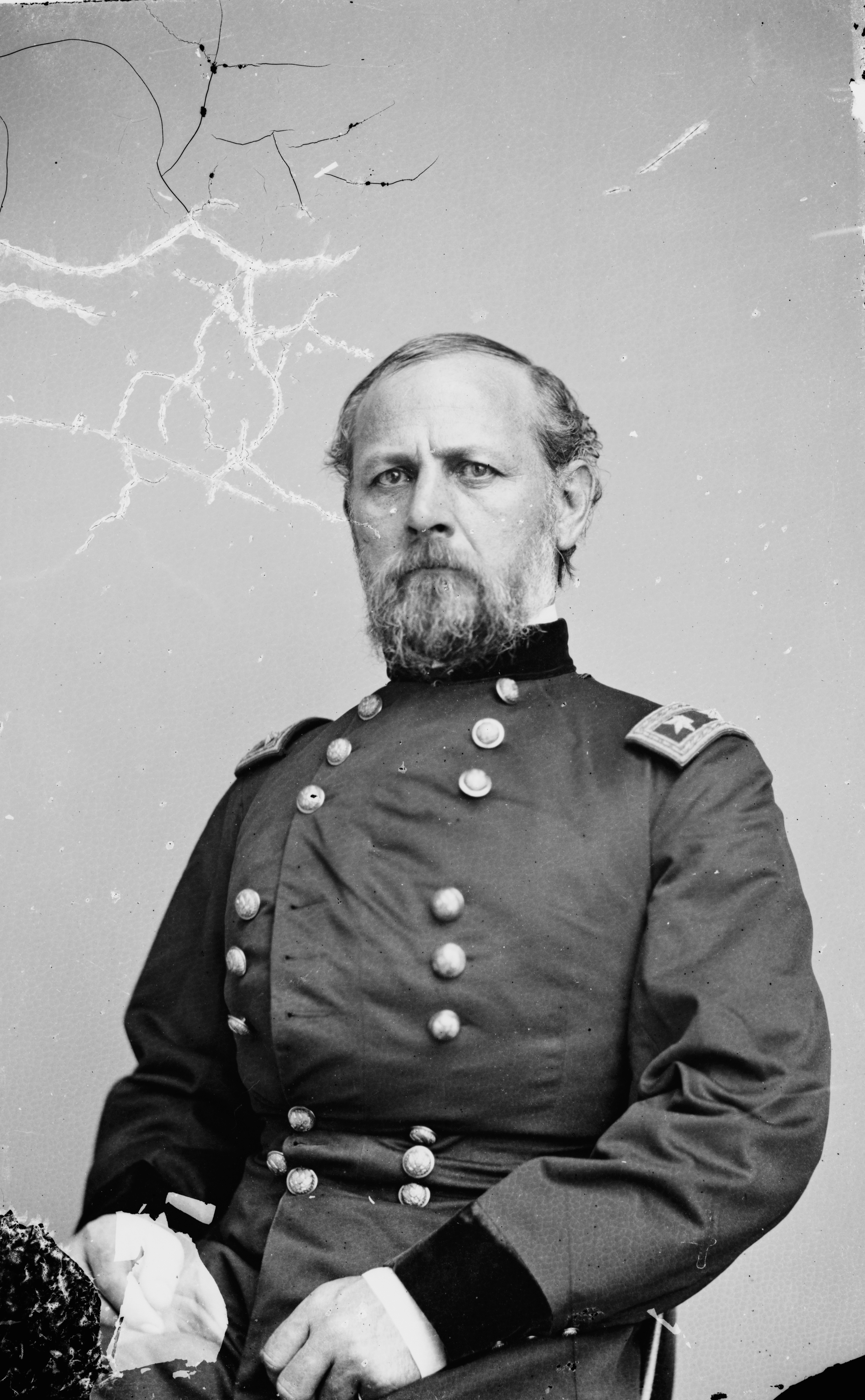
Maggior generale Don Carlos Buell
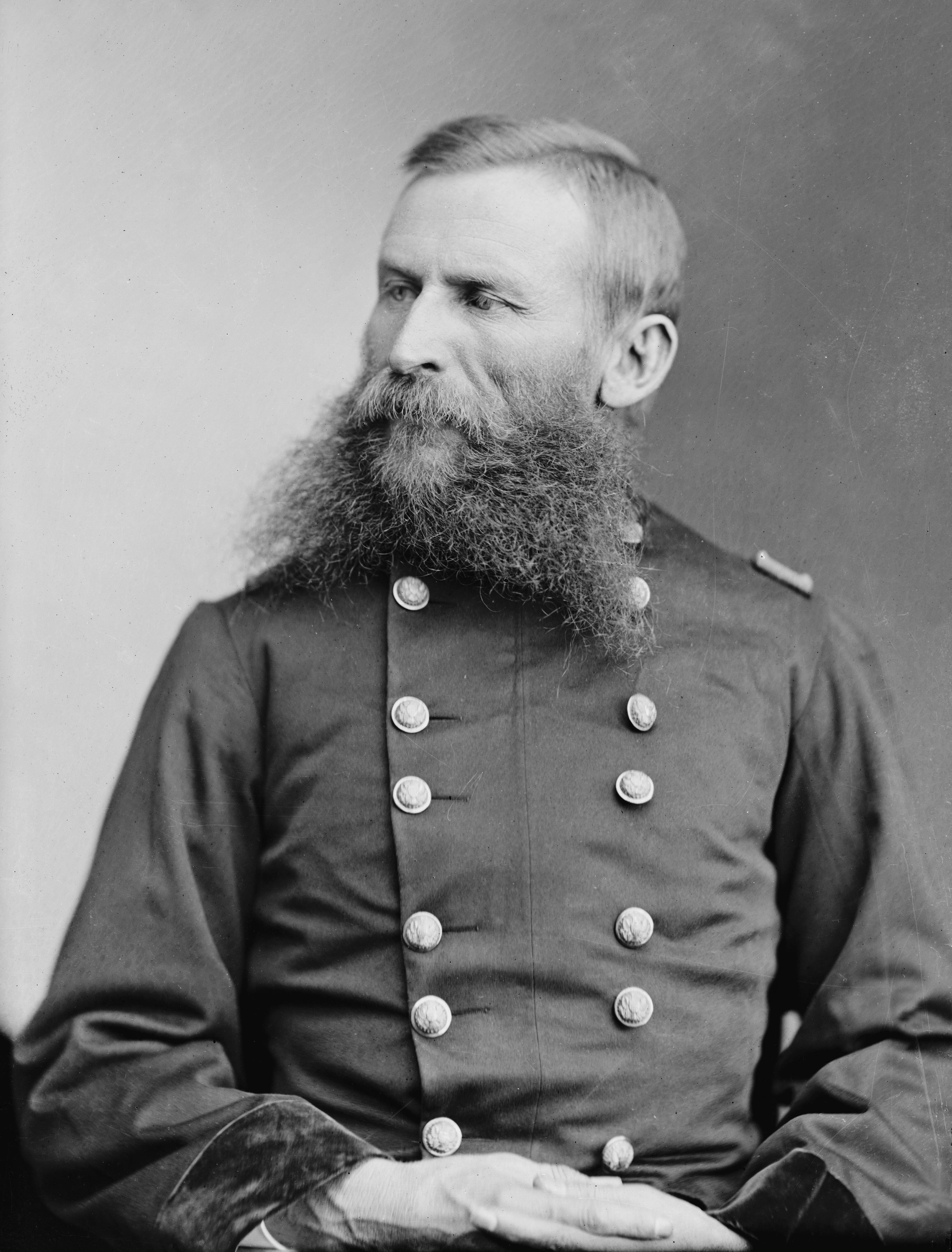
Maggior generale George Crook
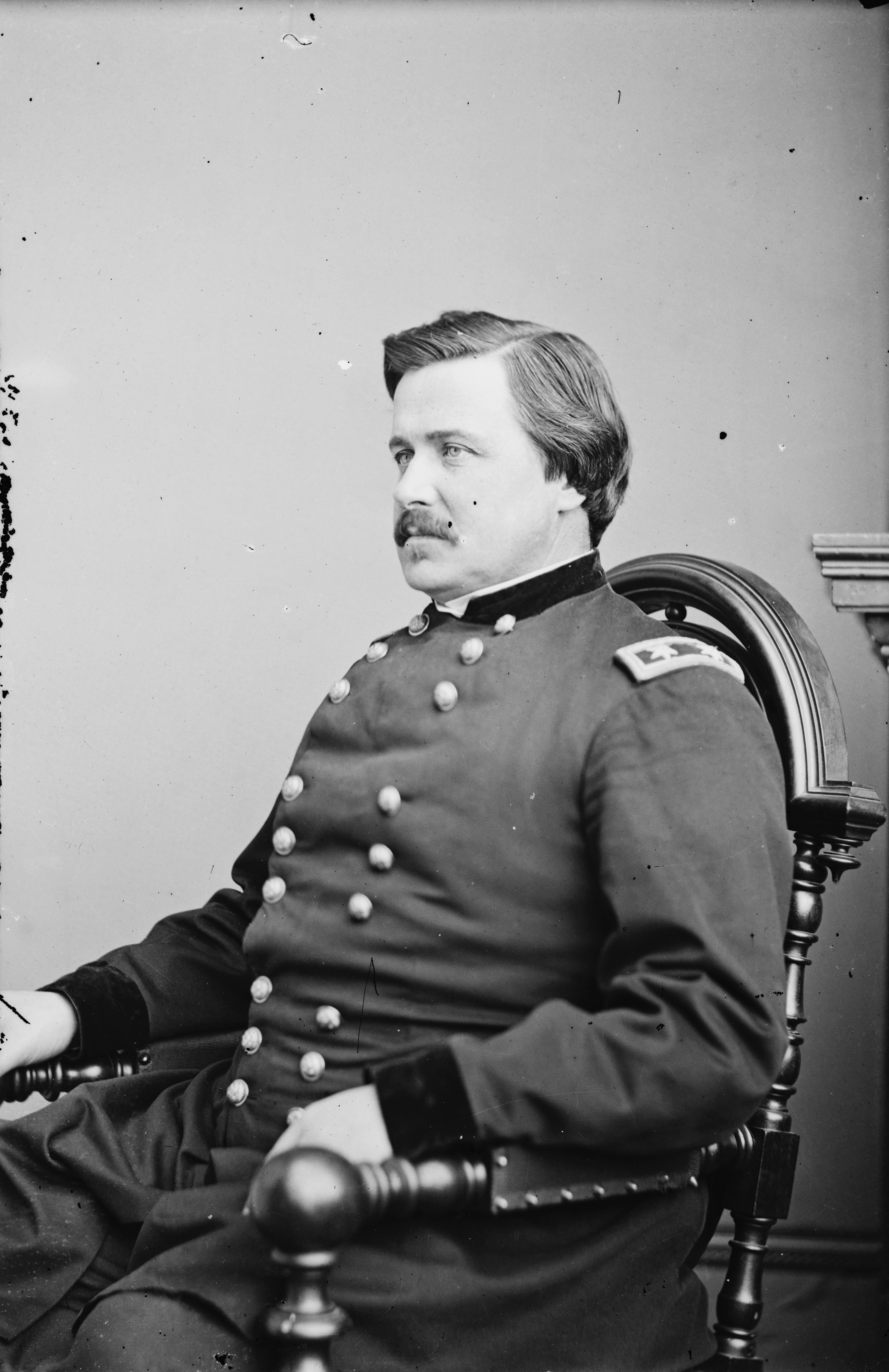
Maggior generale Alexander McDowell McCook
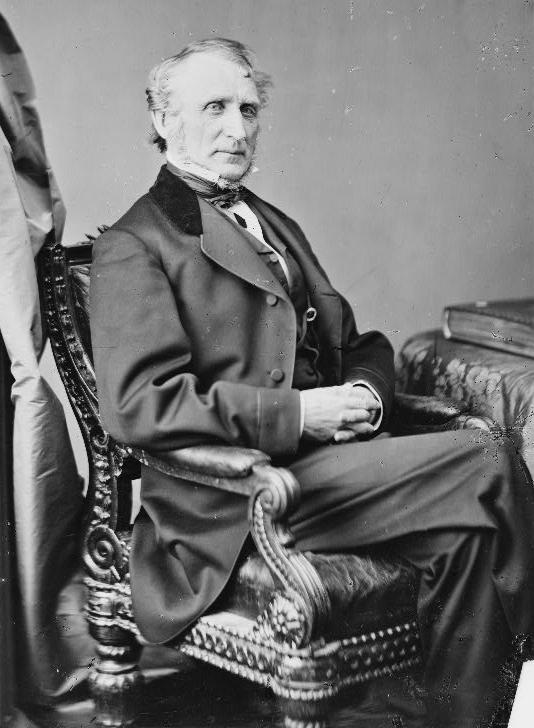
Deputato John Armor Bingham

## Eredità e commemorazioni storiche

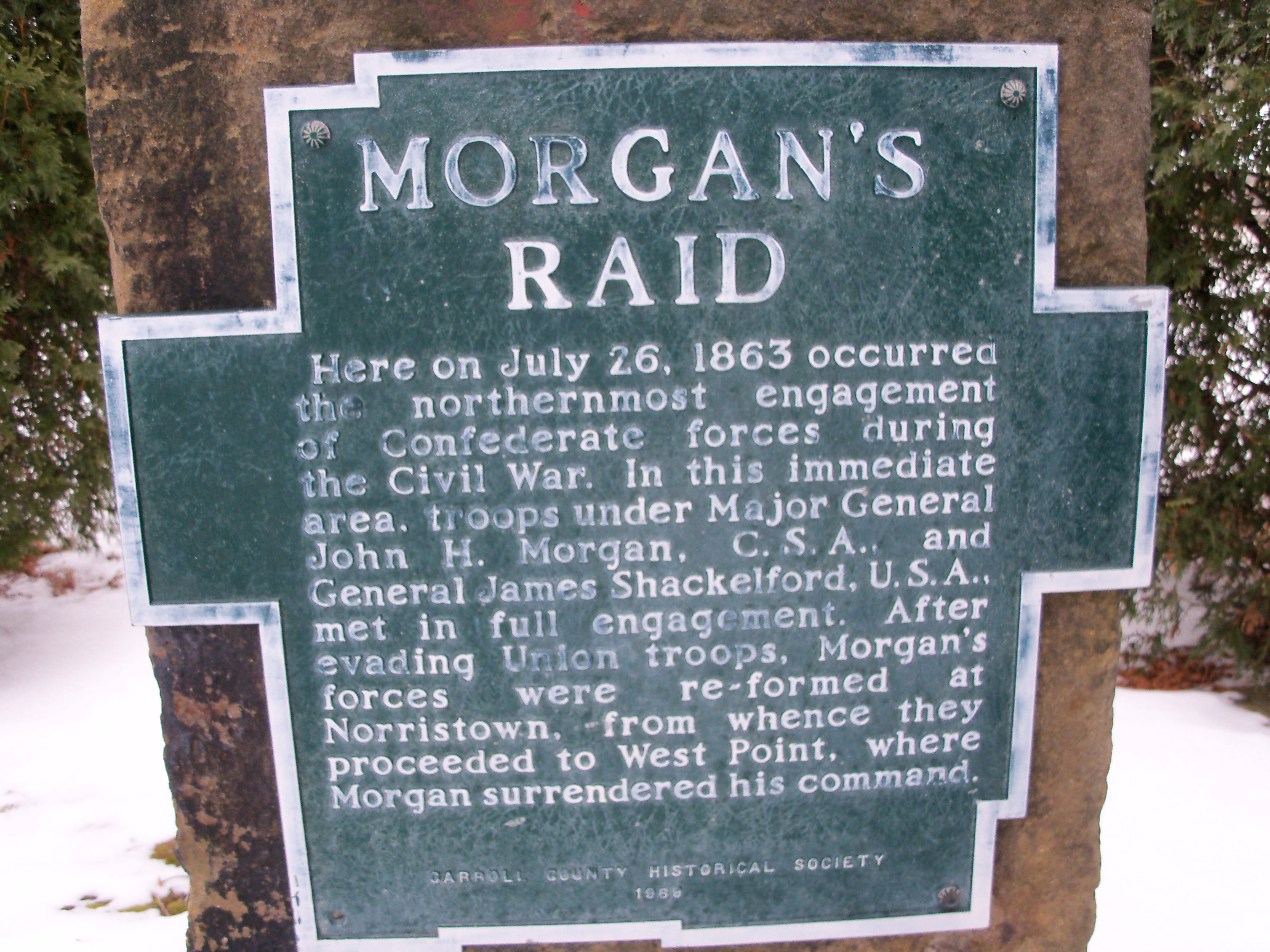
Placca commemorativa posta sul sito della battaglia di Salineville.

L'unico vero e proprio campo di battaglia di una certa importanza è quello di Buffington Island, minacciato dallo sviluppo. Questo fu il luogo della grande battaglia di Buffington Island avvenuta nel luglio 1863 durante il tentativo d'invasione dell'Ohio da parte della cavalleria confederata agli ordini di John Hunt Morgan. L'incursione è stata immortalata con il nome di raid di Morgan.

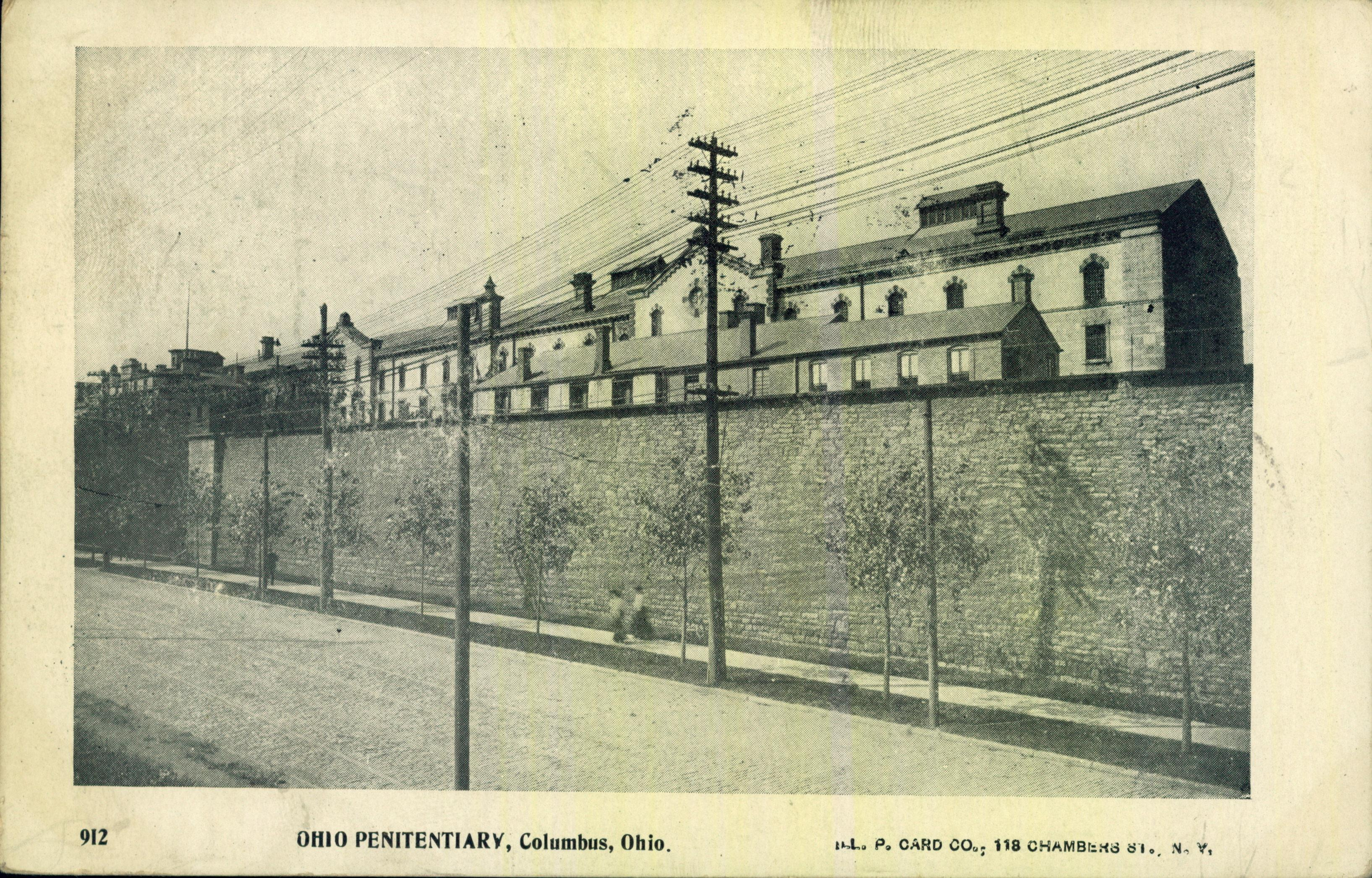
L'esterno dell'Ohio State Penitentiary in una cartolina d'epoca.

Un impegno minore fu la battaglia di Salineville, che portò alla cattura del comandante sudista. Lui e un certo numero di suoi ufficiali furono incarcerati nell'Ohio State Penitentiary prima di riuscire a fuggire.
L'estremo Centro-sud dell'Ohio era stato precedentemente invaso brevemente all'inizio del settembre 1862 dai cavalleggeri di Albert Gallatin Jenkins.

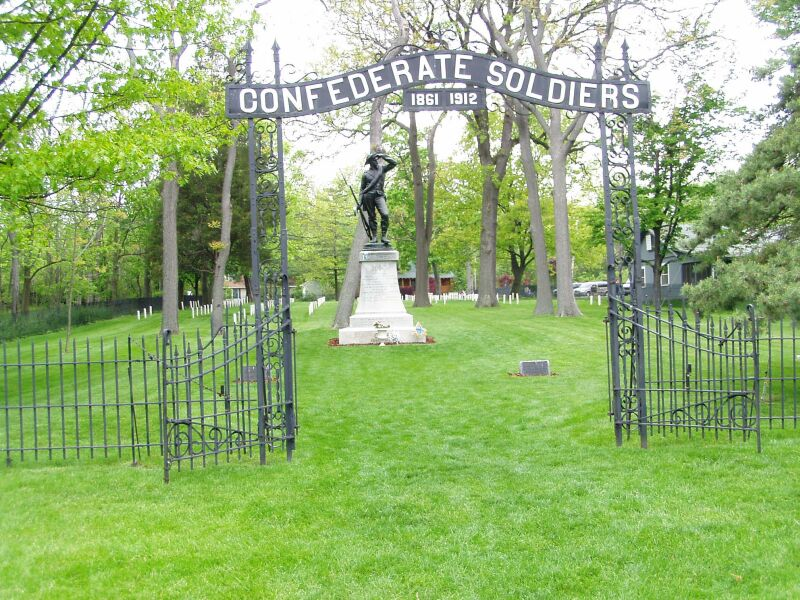
Il cimitero confederato a Johnson's Island.

Due importanti cimiteri per i caduti del Confederate States Army si possono trovare nello Stato Buckeye. Uno è nel campo di prigionia di Johnson's Island, il più significativo sito della guerra civile all'interno del territorio statale e destinato principalmente agli ufficiali. Le stime dicono che tra i 10 e i 15.000 ufficiali e soldati confederati vi vennero incarcerati durante i tre anni di operatività del campo, con 2.500-3.000 presenze contemporaneamente. Circa 300 confederati vi morirono e lì furono sepolti.
Un museo sull'Isola di Johnson si trova a Marblehead, sulla terraferma. Gli edifici della Guerra Civile furono smantellati poco dopo la fine delle ostilità. Il lavoro archeologico dell'Università di Heidelberg ha rivelato i confini del campo e nuovi altri materiali. Un tempo parte dell'isola era utilizzata come meta di villeggiatura.
Un altro cimitero si trova a Camp Chase, ove furono sepolti oltre 2.000 sudisti. L'Union Cemetery a Steubenville è l'ultimo luogo di riposo dei soldati dell'Union Army, tra cui diversi generali e colonnelli, tra cui molti dei "Fighting McCooks".
I monumenti di Cincinnati e Mansfield (Ohio) commemorano le centinaia di soldati dell'Ohio che erano stati liberati dai campi di concentramento del Sud, come la prigione di Cahaba in Alabama e la famigerata prigione di Andersonville, ma che poi sono morti nella tragedia del piroscafo Sultana. All'indomani della guerra i gruppi femminili sono stati fondamentali per raccogliere fondi e organizzare le attività per creare i memoriali.

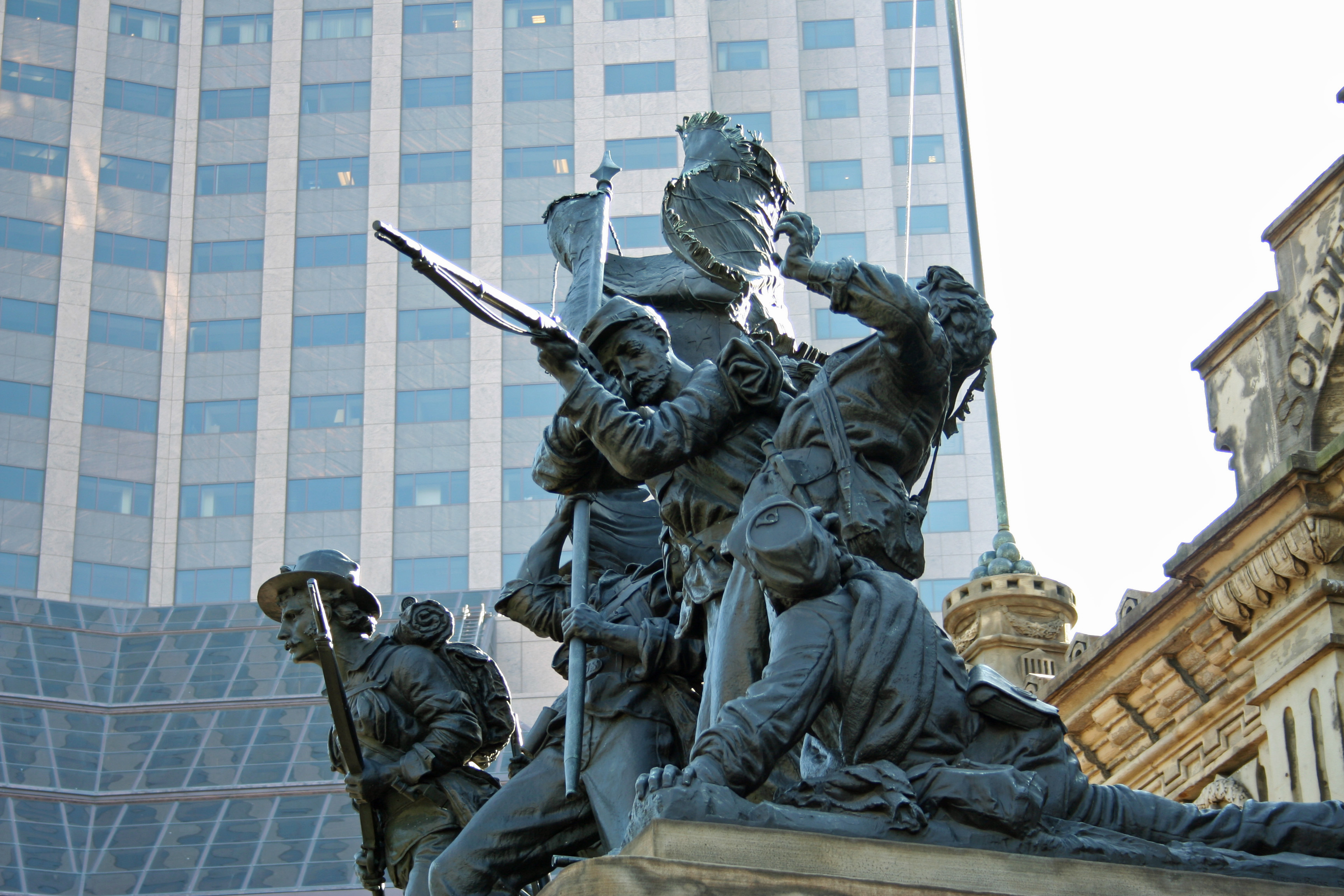
Particolare del gruppo scultoreo del Soldiers' and Sailors' Monument.

Molte contee hanno propri monumenti, statue, cannoni e memoriali in ricordo dei loro contributi allo sforzo di guerra. Questi sono spesso situati vicino ai tribunali distrettuali. Il Campidoglio di Columbus ha in esposizione una raccolta di armi del tempo. Nel centro di Cleveland la "Public Square" è riempita dall'imponente Soldiers' and Sailors' Monument dedicato ai soldati e ai marinai. Altri grandi monumenti ci sono a Dayton, Hamilton e a Columbus.
Una grande statua equestre raffigurante Philip Henry Sheridan si trova nel centro di Somerset. New Rumley ospita un memoriale di George Armstrong Custer. Un certo numero di marcatori storici presenti in tutto lo Stato commemorano i luoghi e le persone associate alla guerra civile.
Alcune delle case di noti ufficiali e leader politici dopo essere state restaurate sono state aperte al pubblico come musei. Tra questi ci sono la Daniel McCook House a Carrollton (Ohio). Il Rutherford B. Hayes Presidential Center a Fremont (Ohio) contiene un certo numero di cimeli e manufatti della guerra civile associati al generale e futuro Presidente degli Stati Uniti d'America Rutherford Hayes. Allo stesso modo il James A. Garfield National Historic Site, la casa di James A. Garfield a Mentor, ha una collezione di oggetti del periodo bellico associati al Presidente assassinato nel 1881.
L'organizzazione non a scopo di lucro "Ohio History Connection" conserva molti degli archivi di guerra, inclusi artefatti e molte bandiere di battaglia di singoli reggimenti e batterie di artiglieria. Altri oggetti possono infine essere osservati nel museo della "Western Reserve Historical Society" a Cleveland.

### Altre letture
- Endres, David J. "An Ohio 'Holy Joe': Chaplain William T. O'Higgins' Wartime Correspondence with Archbishop Purcell of Cincinnati, 1863." Ohio Civil War Genealogy Journal (2009) 13#2 pp 73–78, Letters between a Catholic army chaplain and his bishop.
- Hall, Susan, Appalachian Ohio and the Civil War, 1862–1863. (McFarland & Co., 2000). ISBN 0-7864-0866-9.
- Harper, Robert S., Ohio Handbook of the Civil War. Columbus, Ohio: The Ohio Historical Society, 1961.
- Klement, Frank L. The Limits of Dissent: Clement L. Vallandigham & the Civil War (Fordham Univ Press, 1970).
- Reid, Whitelaw, Ohio in the War: Her Statesmen, Her Generals, and Soldiers. 2 vol. (1868).  online.
- Roseboom, Eugene. History of Ohio: The Civil War Era, 1850-1873, vol. 4 (1944)  online., The most detailed scholarly history of the home front
- Simms, Henry Harrison. Ohio Politics on the Eve of Conflict. (Ohio State University Press for the Ohio Historical Society, 1961).
- Smith, Lisa Marie. "Netta Taylor and the Divided Ohio Home Front, 1861–1865" (PhD Diss. The University of Akron, 2011);  online (archiviato dall'url originale il 20 agosto 2016)., bibliography pp. 129–36.
- Porter, George H. Ohio politics during the civil war period (1911)  online..
- Van Tassel, David D. e Grabowski, John J. (editors), The Encyclopedia Of Cleveland History Cleveland: Cleveland Bicentennial Commission, ISBN 0-253-33056-4.  online edition.

### Unità e personale militare
- Fritsch, James T. The Untried Life: The Twenty-Ninth Ohio Volunteer Infantry in the Civil War. Ohio University Press, 2012), also known as the Giddings Regiment or the Abolition Regiment, after its founder, radical abolitionist Congressman JR Giddings.
- Bissland, James, Blood, Tears, and Glory: How Ohioans Won the Civil War. Wilmington, Ohio: Orange Frazer Press, 2007. ISBN 1-933197-05-6.
- Dyer, Frederick Henry, A Compendium of the War of the Rebellion. New York: T. Yoseloff, 1908. 3 vol.
- Ivy Jr, Major Jack Morris. Camp Chase, Columbus, Ohio, 1861–1865: A Study Of The Union's Treatment Of Confederate Prisoners (Pickle Partners Publishing, 2014).
- Leeke, Jim, editor. A Hundred Days to Richmond: Ohio's "Hundred Days" Men in the Civil War. (Indiana University Press, 1999).
- Pickenpaugh, Roger. Camp Chase and the Evolution of Union Prison Policy (University of Alabama Press, 2007).
- Quinlin, Bradley and Joshua Haugh. Duty Well Performed: The Twenty-First Ohio Volunteer Infantry in the Civil War (2011).
- Staats, Richard J. History of the 6th Ohio Volunteer Cavalry 1861–1865: A Journal of Patriotism, Duty and Bravery (2006).
- Stephens, Gail. "'This City Must Not Be Taken,'" Traces of Indiana & Midwestern History, Spring 2010, 22#2 pp 4–17, on the defense of Cincinnati by Gen. Wallace in 1862.
- Tafel, Gustav. "The Cincinnati Germans in the Civil War." Translated and edited with Supplements on Germans from Ohio, Kentucky, and Indiana in the Civil War by Don Heinrich Tolzmann. Milford, Ohio: Little Miami Publishing Co., 2010.
- Tucker, Louis Leonard, Cincinnati during the Civil War. Columbus: Ohio State University Press for the Ohio Historical Society, 1962.
- Waits, Bert K.; Linder, J. D.; Miller, Pat; Nevel, Bonnie. "John Henry Waite and Daniel Linder, 96th OVI, in the Vicksburg Campaign," Ohio Civil War Genealogy Journal (Dec 2012), 16#4 pp 171–190.

### Storiografia e memorialistica
- George, Harold A. Civil War monuments of Ohio (2006), 87pp
- Miller, Richard F. States at War, Volume 5: A Reference Guide for Ohio in the Civil War (2015).; *: Riesenberg, Michael. "Cincinnati's Civil War Resources: Preparing for the Sesquicentennial Anniversary of the Civil War." Ohio Valley History 10#4 (2010): 46-65.

### Fonti primarie
- Brown, Curt. Leaving Home in Dark Blue: Chronicling Ohio's Civil War Experience through Primary Sources and Literature (University of Akron Press, 2012).
- Dee, Christine, ed. Ohio's war: the Civil War in documents (2006)
- Dornbusch, C. E., Regimental Publications & Personal Narratives of the Civil War., Vol I Northern States, Part V Indiana and Ohio. New York: The New York Public Library, 1962.
- Engs, Robert Francis, and Corey M. Brooks, eds. Their Patriotic Duty: The Civil War Letters of the Evans Family of Brown County, Ohio (Fordham Univ Press, 2007).
- Ohio Roster Commission. Official Roster of the Soldiers of the State of Ohio in the War on the Rebellion, 1861–1865, compiles under the direction of the Roster commission. 12 vol. Akron: Werner Co., 1886–95.